# المعتصم بالله
أميرُ المُؤمِنين وخَليفَةُ المُسْلِمين المُثمَّن المُجاهد الإمام أبُو إسحاق مُحمَّد المُعْتَصِم بالله بن هارون الرَّشيد بن مُحمَّد المِهدي بن عبد الله المَنْصُور بن مُحمَّد بن علي بن عبد الله القُرَشيُّ الهاشِميُّ العبَّاسيُّ (10 شعبان 180 – 18 ربيع الأول 227هـ / 18 أكتوبر 796 – 5 يناير 842م)، المعروف بلقبه الكامل المُعْتَصِم بالله أو اختصارًا المُعْتَصِم، هو ثامن خُلَفاء بني العَبَّاس، والخليفة السَّابع والعشرون في ترتيب الخُلَفاء عن النبي مُحمَّد. حكم الدَّولة العبَّاسية (18 رجب 218 – 18 ربيع الأول 227هـ / 9 أغسطس 833 – 5 يناير 842م)، ودام حكمه ثماني سنين وثمانية أشهر حتى وفاته.

## نشأته

### نسبه
هو مُحمَّد المُعْتَصِم بالله بن هارون الرَّشيد بن مُحمَّد المهدي بن عبد الله المنصُور بن مُحمَّد بن علي بن عبد الله بن العبَّاس بن عبد المُطَّلِب بن هاشم بن عبد مناف بن قُصي بن كِلاب بن مُرَّة بن كعب بن لؤي بن غالِب بن فهر بن مالك بن النَّضر بن كِنانة بن خُزَيمة بن مُدركة بن إلياس بن مضر بن نزار بن معد بن عدنان.
والده هو الخليفة العباسي الخامس هارُون الرَّشيد (حكم 170 – 193هـ / 786 – 809م)، والذي يُعد عهده ذروة العصر الذهبي وقوة الخلافة العبَّاسية.
والدتهُ هي ماردة بنت شبيب، أُمُّ ولدٍ تُركيَّة وُلدت في الكوفة، ينحدر والدها من البندنيجين، من أعمال بغداد، ونشأ في السواد. والدتها من منطقة السُّغد في بلاد ما وراء النهر، وعُدت من محظيات الرشيد.

### ولادته
وُلد مُحمَّد بن هارون الرَّشيد بقصر الخُلد في بغداد من يوم الاثنين 10 شعبان سنة 180هـ / 18 أكتوبر 796م في معظم الأقوال، وقيل سنة 179هـ / 795م.

### تعليمه
اختلف محمد المعتصم بالله عن سائر خلفاء بني العباس، خاصة عن أخويه الأمين والمأمون، في مسألة ثقافته وتعليمه، إذ تُشير العديد من المصادر إلى أنه كان قليل البضاعة في العلم والأدب، بل ذهب بعض المؤرخين إلى القول بأنه نشأ أُميًا أو ضعيف القراءة والكتابة، وذلك لانصرافه في صباه إلى اللعب والفروسية وشؤون الحرب دون الإقبال على الدرس والتحصيل.
تُروى في سبب ذلك حكاية مفادها أن غلامًا يتعلم مع محمد في الكُتَّاب قد مات، فقال محمد لوالده الرشيد: «نعم يا سيدي، واستراح من الكُتّاب!»، فاستغرب الرشيد من قوله ورد عليه: «وإن الكُتّاب ليبلغ منك هذا المبلغ؟ دعوه إلى حيث انتهى، لا تعلموه شيئًا». وتذكر رواية أخرى أن الرشيد سمعه وهو يتمنى أن يكون مكان ميت في جنازة ليستريح من عناء التعليم، فقال الرشيد: «والله لا عذبتك بشيء تختار عليه الموت»، ومنعه عن الكُتّاب منذ ذلك اليوم. ولعل تساهل الرشيد في تعليم ابنه محمد يعود إلى أنه لم يُعدّه للخلافة أساسًا، فقد أخرجه من ترتيب ولاية العهد الذي حصرها في أبنائه الثلاثة: الأمين، فالمأمون، فالمؤتمن. فلم يرَ الرشيد حاجة ماسة لثقافته ما دام بعيدًا عن سدة الحكم، خاصة مع صغر سنه مقارنة بإخوته.
لم يكن قلة علم محمد بن الرشيد مانعًا له من حضور مجالس الأدب والشعر في خلافة أخيه المأمون (حكم 198 – 218هـ / 813 – 833م)، ومما يُروى حضوره مرة مناظرة بين أحمد بن أبي دؤاد ورجل يُدعى عبد العزيز المكي، وكان الأخير ذا مظهر غير جاذب، فضحك منه محمد، فرد عليه المكي بحجة قوية، قائلًا للمأمون الحاضر في المجلس: «مم يضحك هذا؟ والله ما اصطفى الله يوسف لجماله، إنما اصطفاه لبيانه... فبياني أحسن من وجه هذا». فأُعجب المأمون بكلامه. ويُعلل أحد الباحثين أن محمد بن الرشيد لم يحب العلم ربما لطبعٍ فيه ناتج عن خؤولته التُّركية، إذ أن الأتراك حينئذ قوم ليسوا أهل علم، بل أهل حرب بخلاف الفرس (أخوال المأمون) وهم أهل مُلك، وليس من الغريب تفوق المأمون في الجانب السياسي والعلمي وتفوق المُعتصم في الجانب العسكري لاحقًا.
ومما يُروى عن ضعف علم المُعتصم طلبه من وزيره أحمد بن عمار الخُراساني يذكر له معنى كلمة "الكلأ" فأجابه الوزير: «لا أدري»، فقال المعتصم: «خليفة أمي ووزير عامي»، وطلب إحضار من يمكنه معرفة المعنى، فجيء له بمحمد بن عبد الملك الزيات، وذكر أنه العشب وشرح المعنى وأكثر من توضيحه، فعرف المعتصم فضله وقرر استوزاره. ويُعلق المُؤرخ العراقي عبد العزيز الدوري على ثقافة المُعتصم، قائلًا: «ويظهر أنه كان قليل الثقافة ... ومما ذكر أن المعتصم كان جندياً شجاعاً مدرباً في الحرب، يعتز بقوته الجسمية إلا أن ثقافته كانت محدودة». وعلى أية حال، فكان يكتب كتابًا ضعيفًا ويقرأ قراءة ضعيفة.

## حياته قبل الخلافة
لم يكن لأبي إسحاق بن الرشيد دور سياسي بارز أو مكانة مرشحة للحكم في عهد أبيه الرشيد أو في فترة الصراع التي تلت وفاته. فقد وضع الرشيد خطة معقدة لولاية العهد حصرها في أبنائه الثلاثة: الأمين ثم المأمون ثم القاسم المؤتمن، وأخذ عليهم العهود والمواثيق المؤكدة في مكة، مما أبقى أبا إسحاق بعيدًا تمامًا عن دائرة السلطة أو الإعداد لتوليها، وهو ما يفسر قلة الاهتمام بتعليمه السياسي مقارنة بإخوته.
رغم أن المأمون بايع الأمين من خُراسان على الطاعة بعد وفاة والدهما الرشيد سنة 193هـ / 809م، إلا أن الترتيبات سرعان ما انهارت تمامًا بعد سنتين حين بايع الأمين ابنه موسى وليًّا للعهد من بعده رسميًّا، خالعًا أخويه المأمون والمؤتمن بالقوة من ولاية العهد التي أوصى الرشيد باتباعها قبل وفاته، لتندلع حرب أهلية طاحنة بين أخويه الأمين والمأمون. ظل أبو إسحاق طوال سنوات الصراع على الهامش، فلم يكن له دور يُذكر في أحداث الفتنة التي استمرت نحو ثلاث سنوات حتى انتهت بمقتل الأمين واستقرار الخلافة للمأمون سنة 198هـ / 813م، وعمر أبي إسحاق حينئذ 17 عامًا.

### بداية ظهوره السياسي
بدأ نجم أبي إسحاق يظهر على مسرح الأحداث بعد نهاية الفتنة الرابعة، وتحديدًا في عام 200هـ / 815م حين أصبح في العشرين من عمره، فكُلّف بقيادة قافلة الحج ومعه عدد من القادة، ليواجه ثورة تابعة لإبراهيم بن موسى الكاظم، المُلقَّب بإبراهيم الجزَّار، بعد قيام عامله، وهو من ولد عقيل بن أبي طالب، بالتعدي على قافلة حُجَّاج ونهبهم مع كسوة الكعبة. استشار أبي إسحاق القادة من حوله، فانتدب الوالي عيسى بن يزيد الجلودي رجاله للقضاء على العقيلي، فانهزم الأخير، واسترد العبَّاسيُّون كسوة الكعبة وأموال التجار المنهوبة، وأمَّنوا مكة. ثار أهل بغداد على المأمون في سنة 202هـ / 817م، ونصبوا عمه إبراهيم بن المهدي خليفة عليهم، ردًا على قيام المأمون بتولية الحسن بن سهل واليًا على العراق، ومن ثم تعيينه علي الرضا من البيت العلوي وليًّا للعهد من بعده، مما أثار غضب أهل بغداد عمومًا وبني العبَّاس خصوصًا على حكم المأمون المُقيم في خُراسان. مال أبي إسحاق إلى عمه إبراهيم، ثم كُلف أبي إسحاق بمحاربة الخوارج الذين تزعمهم مهدي بن علوان الحروري. تمكن أحد الخوارج من طعن أبي إسحاق، فحامى عنه غلام تركي يُدعى أشناس التركي، ليهزم مهدي بن علوان ويُشرِّدهُ إلى حَوْلايا. أعجب أبي إسحاق بشجاعة أشناس، فقربه منه.
بعد قرار المأمون بترك خُراسان والعودة إلى بغداد، وفي أثناء مسيره، خُلع إبراهيم بن المهدي من أهالي بغداد ثم اختفى سنة 203هـ / 818م. وصل المأمون إلى بغداد في العام التالي، لينضم أبا إسحاق إلى أخيه المأمون مظهرًا له الولاء، وسرعان ما أسند إليه المأمون مهمة للقضاء على تمرد في تيماء من أطراف الشام، فمضى إليهم وقتل أكثر الثائرين سنة 204هـ / 819م. أخذت مكانة أبي إسحاق ترتفع تدريجيًا عند أخيه المأمون، حتى أصبح يُذكر اسمه إلى جانب اسم الخليفة في المراسلات الدولية سنة 210هـ / 825م، حين أرسل إمبراطور الروم كتابًا إلى أمير الأندلس عبد الرحمن الأوسط يخبره عن الخلافات بين إمبراطوريته مع الخلافة العبَّاسية، فأجابه عبد الرحمن الأوسط بكتاب انتقد فيه "المأمون والمعتصم" معًا. بعد القبض على عمهما إبراهيم بن المهدي في سنة 210هـ / 825م، أمر المأمون بحجز إبراهيم في دار أبي إسحاق، مما يدل على مدى الثقة التي أصبح يوليها لأخيه. بات أبو إسحاق من حاشية الخليفة المقربة، فكان يحضر بعض مجالسه العلمية والفكرية.

### موقفه من عبد الله بن طاهر
بعد تمكن القائد العباسي البارز عبد الله بن طاهر من إخماد تمرد عبيد الله بن السري في مصر، ثم وتغلب على الأندلسيين الذين سيطروا على الإسكندرية وأجلاهم عنها إلى إقريطش بحلول سنة 211هـ / 826م، استقر له أمر مصر والشام والجزيرة، وعظم شأنه في الدولة. أثار هذا النفوذ المتزايد حفيظة أبي إسحاق بن الرشيد الذي كان في حضرة أخيه الخليفة المأمون. كان أبو إسحاق منحرفًا عن عبد الله بن طاهر، فأقبل على المأمون وقال له إن عبد الله يميل إلى ولد علي بن أبي طالب، وأن أباه طاهرًا كان على نفس المذهب قبله. أنكر المأمون ذلك في البداية، لكن مع معاودة أبي إسحاق للقول وتأكيده، قرر المأمون أن يمتحن ولاء قائده عبد الله بن طاهر ليتيقن من الأمر بنفسه. أرسل المأمون رجلاً من ثقاته إلى مصر، متخفيًا في هيئة الفقهاء والنُسّاك. أمره بأن يدعو جماعة من كبار رجال عبد الله بن طاهر وأعيان ولايته إلى مبايعة القاسم بن إبراهيم طباطبا سرًا، ثم بعد ذلك يدخل على عبد الله بن طاهر نفسه ويدعوه للأمر ويبحث عن باطنه. فعل الرجل ما أُمر به، فاستجاب له بعض أعيان مصر، ثم دخل على عبد الله بن طاهر وعرض عليه دعوته سرًا بعد أخذ الأمان منه.
سمع عبد الله بن طاهر دعوة الرجل إلى خلع المأمون ومبايعة غيره، فرد عليه ردًا حازمًا وقويًا عكس ولاؤه المطلق للخليفة، فقال له: «فتجيء إليّ وأنا في هذه الحال لي خاتم في المشرق جائز، وخاتم في المغرب جائز، وفيما بينهما أمري مطاع، ثم ما ألتفتُّ عن يميني ولا شمالي، وورائي وأمامي إلّا رأيتُ نعمةً لرجل أنعمها عليّ، ومنّة ختم بها رقبتي، ويدًا لائحةً بيضاء ابتدأني بها تفضلًا وكرمًا، تدعوني إلى أن أكفر بهذه النعم، وهذا الإحسان، وتقول: اغدر بمن كان أولى لهذا وأحرى، واسعَ في إزالة خيط عنقه، وسفك دمه! تراك لو دعوتني إلى الجنة عيانًا أكان الله يحب أن أغدر به، وأكفر إحسانه، وأنكث بيعته؟» فسكت الرجل. ثم حذر عبد الله بن طاهر الرجل من عاقبة فعله، وقال له: «ما أخاف عليك إلا نفسك، فارحل عن هذا البلد، فإنّ السلطان الأعظم إن بلغه ذلك كنتَ الجاني على نفسك ونفس غيرك». فلما أيس الرجل منه، عاد إلى المأمون فأخبره بما جرى وبما قاله عبد الله بن طاهر حرفيًا. استبشر المأمون بذلك وطابت نفسه، وقال معبرًا عن فخره بقائده: «ذلك غرس يدي، وألف أدبي، وترب تلقيحي». وتذكر المصادر بأن ابن طاهر لم يعلم بالقصة إلا بعد وفاة المأمون، وأن المحرك الأول لهذه الحادثة كان أبو إسحاق بن الرشيد بسبب انحرافه عن عبد الله بن طاهر. وذكرت الرواية لدى الطبري (توفي 310هـ / 923م) عن أحد أخوة المأمون دون تحديد اسمه. ويظهر أن العلاقة بين أبي إسحاق وابن طاهر تحسنت بعد هذا الموقف، فقد كان أبي إسحاق والعباس بن المأمون في طليعة أهالي بغداد المُرحبين لعبد الله بن طاهر - والي مصر والشام والجزيرة - حين قدم إلى مدينة السلام سنة 212هـ / 827م.

### ولايته على مصر والشام
بلغ أبي إسحاق ذروة نفوذه قبل الخلافة حين ولاه المأمون على الشام ومصر سنة 213هـ / 828م. ووولَّى المأمون في نفس اليوم ابنه العبَّاس على الجزيرة والثغور والعواصم، وأمر لكل واحد منهما وللقائد عبد الله بن طاهر بخمسمائة ألف درهم، حتى قيل إنه لم يُفرَّق في يوم واحد مثل هذا القدر من المال. لم تنتهي اضطرابات مصر بنهاية ابن السري، وإجلاء الأندلسيين من الإسكندرية، إذ بعد تولي أبي إسحاق ولايتها بعام، اندلعت ثورة بقيادة زعيمين لها هما: عبد السلام الجُذامي وعبد الله بن جليس، مدعومين من قبائل القيسية واليمانية. هاجم الثوار عامل أبي إسحاق على مصر، وهو عُمير بن الوليد الباذغيسي، فقتلوه في ربيع الأول سنة 214هـ / مايو 829م، حين كان أبو إسحاق خارج مصر. خرج أبو إسحاق بنفسه على رأس جيش قوامه أربعة آلاف من جنده الأتراك لإخماد الثورة وتثبيت سلطته. لم يشعر أهل الحوف إلا بنزوله بينهم، فدعاهم إلى الطاعة فامتنعوا، فقاتلهم حتى قضى عليهم يوم السبت 20 شعبان سنة 214هـ / 23 أكتوبر 829م. دخل أبو إسحاق الفسطاط في رمضان من نفس السنة، وقبض على زعماء الثورة، هُما: ابن جليس والجُذامي، فضرب أعناقهما وصلبهما في ذي القعدة 214هـ / يناير 830م. استقامت مصر بعد دخوله إليها، فأعاد تنظيمها وعين عماله عليها، ومستشيرًا أحمد بن أبي دؤاد الذي كان من المقربين إليه، مثبتًا بذلك كفاءته العسكرية وقدرته على حسم الاضطرابات. امتدح الشاعر مُعلَّى الطائي الوالي أبي إسحاق بعد قضائه على ثورة الحوف قائلًا:
شارك أبو إسحاق أخاه الخليفة المأمون في حملاته على الروم، فخرج إليه من مصر والتقاه قرب الموصل سنة 215هـ / 830م، ثم قاد حملة جهاديَّة بنفسه سنة 216هـ / 831م افتتح فيها ثلاثين حصنًا على طول الثُّغور. عاد أبي إسحاق مع المأمون إلى مصر لمواجهة ثورة قبطيَّة كبيرة، ثم كلفه المأمون ببعض المسؤوليات مع القائد الأفشين حيدر بن كاوس سنة 217هـ / 832م، ليتمكن المأمون من القضاء على الثورة وقتل زعيمها عبدوس الفهري، منهيًا بذلك ثورات القبط نهائيًا في مصر منذ حدوثها من منتصف العصر الأموي، وعاد الخليفة وأخيه أبي إسحاق لقيادة حملات جهاديَّة على الرُّوم. نفذ أبي إسحاق أوامر الخليفة المتعلقة بفرض امتحان خلق القرآن في ولاياته، فأمر عامله على مصر كيدُر بن عبد الله من جُمادى الآخرة سنة 218هـ / يوليو 833م، بامتحان القضاة والفقهاء والمحدثين والمؤذنين ليعلم رأيهم. بقي أبي إسحاق واليًا على كُلًا من الشام ومصر، يسير مع أخيه المأمون يخططان لحملة جهاديَّة رابعة على الرُّوم بعد نجاح الحملات الأولى والثانية والثالثة، غير أن الخليفة توفي قبل إتمامها في 18 رجب سنة 218هـ / 9 أغسطس 833م، وأبي إسحاق متواجدًا قربه مع جماعة من القادة. عُدت هذه المهام العسكرية والسياسية الكبرى التي اضطلع بها أبي إسحاق، قد صقلت شخصيته وأهلته ليصبح الذراع اليمنى لأخيه المأمون، والوريث المنطقي لعرش الخلافة من بعده.

## خلافة المعتصم

### وفاة المأمون وجدلية الخلافة من بعده

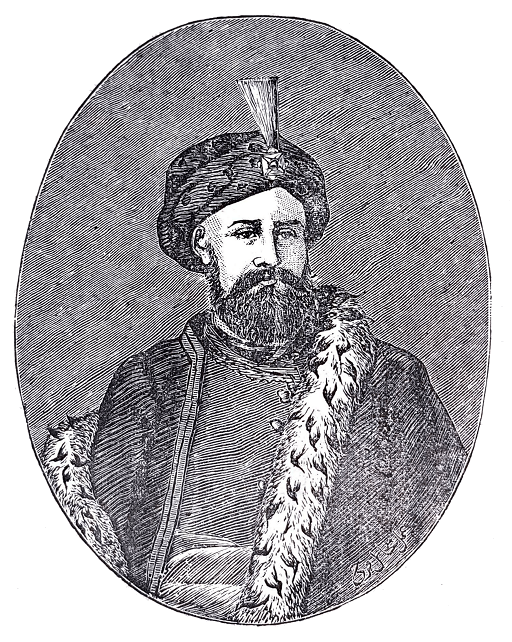
رسمٌ تخيُّلِيٌّ للخليفة عبد الله المأمون (حكم من 813 حتى 833م)

في أواخر عهد الخليفة المأمون (المُقيم في طرسوس) يُشرف بنفسه على تجهيز حملته الجهاديَّة الرابعة على الرُّوم في سنة 218هـ / 833م، ذكر المؤرخون أن المأمون جلس على جانب نهر البذندون، وإلى يمينه أخوه أبو إسحاق، وكانا دليا أقدامهما في الماء. اشتهى المأمون في تلك الأثناء نوعًا نادرًا من الرطب يُدعى "الأزاذ"، وما هي إلا فترة وجيزة حتى جيء به إليهم وكأنه قُطف في تلك الساعة. أكل الخليفة وأخوه أبو إسحاق ومن معهما من الرطب، فما أن قاموا من مجلسهم حتى أصابتهم جميعًا حُمى شديدة، إلا أنها كانت أشد على المأمون، حتى أيقن بدنو أجله، فقرر كتابة وصيته.
تتضارب الروايات التاريخية حول وصية المأمون ومن اختاره وليًا للعهد. تذكر المصادر التي يميل إليها ابن الأثير وابن كثير، أن المأمون وهو على فراش الموت، أوصى بالخلافة من بعده لأخيه أبي إسحاق، في حضور ابنه العباس وعدد من كبار قادة الجيش والفقهاء والقضاة. ووفقًا لهذه الرواية، فإن انتقال الخلافة للمعتصم حدثت بوصية شرعية مباشرة من الخليفة الراحل.
ترفض مصادر أخرى أقدم وأقرب إلى الحدث هذه الرواية، وترى أن الخلافة كانت من حق العباس بن المأمون، وأن المعتصم استولى عليها بقوة نفوذه في الجيش. يقول المؤرخ ابن قتيبة الدينوري (ت. 276هـ / 889م) في كتابه الأخبار الطوال: «وقد كان - المأمون - بايع لابنه العباس بن المأمون بولاية العهد من بعده... فلما مات هو على نهر البدندون جمع أخوه أبو إسحاق محمد بن هارون المعتصم بالله إليه وجوه القواد والأجناد فدعاهم إلى بيعته، فبايعوه فسار من طرسوس حتى وافى مدينة السلام، فدخلها وخلع العباس بن المأمون عنها وغلبه عليها وبايعه الناس بها». ويدعم الطبري هذا الاتجاه برواية أخرى تشير إلى أن الوصية للمعتصم كُتبت في حالة غشية أصابت المأمون، وأن الكاتب ربما تصرف من تلقاء نفسه أو بتوجيه من آخرين: «وقيل: إن ذلك لم يكتبه المأمون كذلك، وإنما كتب في حال إفاقة من غشية أصابته في مرضه بالبدندون... فالخليفة من بعده أبو إسحاق بن أمير المؤمنين الرشيد، فكتب بذلك محمد بن داود وختم الكتب وأنفذها». وبغض النظر عن الرواية الأصح، فإن هذا الالتباس في انتقال السلطة كان السبب المباشر الذي أدى إلى ظهور مؤامرة لاحقًا قادها ابن أخيه العباس.

### بداية خلافته وتثبيت ملكه
حين اشتد المرض على المأمون، ذكرت رواية وصيته لأخيه أبي إسحاق وقال له: «يا أبا إسحاق، عليك عهد الله وميثاقه وذمة رسول الله صلى الله عليه وسلم لتقومن بحق الله في عباده، ولتؤثرن طاعة الله على معصيته»، ورسم له خطوط سياسته العريضة، وأوصاه بالعلويين خيرًا، وبالاستمرار في سياسة القول بخلق القرآن، والاعتماد على مستشاره أحمد بن أبي دؤاد. بُويع أبي إسحاق بالخلافة في اليوم نفسه الذي توفي فيه المأمون، يوم الخميس 18 رجب سنة 218هـ / 9 أغسطس 833م، وعمر أبي إسحاق حينها تسعة وثلاثين عامًا. لم تكد البيعة تتم في المعسكر القريب من طرسوس، حتى واجه المعتصم أول تحدٍ لسلطته، فقد "شغب الجند" ورفضوا بيعته، ونادوا باسم ابن أخيه العباس بن المأمون خليفة. عكس هذا التمرد استقطابًا داخل الجيش، إذ كان الجند العرب يميلون إلى العباس، بينما تكمن قاعدة قوة أبي إسحاق في جنوده الأتراك الذين اعتمد عليهم منذ سنة 214هـ / 829م. حسم أبي إسحاق الموقف بسرعة وذكاء، فأرسل في طلب ابن أخيه العباس، الذي كان حاضرًا في المعسكر، فما أن حضر حتى بادر وبايع عمه بالخلافة، وخرج العباس بنفسه إلى الجند الثائرين وقال لهم: «ما هذا الحب البارد؟ قد بايعت عمي وسلمت الخلافة إليه»، فسكن الجند وبايع الناس، وخمدت بذلك فتنة كادت تشتعل بين الجند العرب والجند الترك. يرجع بعض المؤرخين موقف العباس هذا إلى التزامه بوصية أبيه التي تمت بحضوره، ورغبته في درء الفتنة عن جيش المسلمين وهو على أراضي الروم.
كان أول عمل قام به المعتصم بعد استقرار ملكه، هو هدم حصن طُوانة العسكري، والذي بناهُ العباس بأوامر أبيه المأمون ليكون قاعدة متقدمة لغزو الروم. ورغم أن هذا القرار بدا للبعض قصر نظر عسكري، إلا أن أن المعتصم أراد من ذلك تحقيق هدفين: الأول، هدم القاعدة العسكرية التي تمثل مركز قوة لابن أخيه العباس وأنصاره من الجند، وتفريقهم في البلاد. والثاني، إيصال رسالة بأنه لا يثق بهذا الحصن الذي قد يصبح منطلقًا لتمرد نحوه، فكان قراره تكتيكًا عسكريًا لخدمة هدف سياسي أعمق، وهو ضمان عدم وجود أي نواة معارضة مسلحة تهدد حكمه. بعد انتهاء المعتصم من هدم الحصن، لم يعد مباشرة إلى بغداد، بل اتخذ خطوة أخرى لتجريد العباس من أي نفوذ متبقٍ، فعزله عن ولاية الجزيرة وقنسرين والعواصم التي كان أبوه ولاه عليها، وعين عليها غسان بن عباد. اصطحب المعتصم ابن أخيه العباس معه إلى بغداد ليظل تحت رقابته المباشرة، ويقطع الطريق على أي محاولة تمرد مستقبلية. دخل المعتصم بغداد في موكب مهيب في مستهل شهر رمضان من عام 218هـ / 20 سبتمبر 833م، ليعلن بداية عهد جديد تمكن من تثبيت أركانه بالقوة والحزم منذ اليوم الأول.

### ثورة محمد بن القاسم في خراسان
واجه الخليفة المعتصم بالله أولى التحديات في خلافته، تمثل في ظهور ثورة علوية في المشرق الإسلامي، قادها محمد بن القاسم بن عمر العلوي، من أحفاد الحسين بن علي بن أبي طالب. بدأ محمد بن القاسم دعوته في مدينة الطالقان بولاية خراسان في سنة 219هـ / 834م، رافعًا شعار «الرضا من آل محمد»، وهو الشعار المعتاد للثورات العلوية الداعية لخلافة من سلالة فاطمة الزهراء. جمع ابن القاسم حوله عددًا كبيرًا من الأتباع في تلك المناطق الجبلية، وخاض معارك عدة مع والي خراسان العبَّاسي القوي، عبد الله بن طاهر. انتهت المواجهات بهزيمة محمد بن القاسم وأصحابه، فاضطر إلى الفرار محاولًا الوصول إلى منطقة أخرى من خراسان كان أهلها كاتبوه ووعدوه بالنصرة. وصل محمد بن القاسم إلى مدينة نسا في طريقه، وهناك تعرض للخيانة على يد والد أحد مرافقيه، حين أفشى الرجل سر وجود ابن القاسم ومكان وجهته لعامل المدينة طمعًا في مكافأة مالية قدرها عشرة آلاف درهم.
تمكن عامل نسا من القبض على محمد بن القاسم بناءً على هذه الوشاية، فأرسله موثقًا إلى الوالي عبد الله بن طاهر، الذي أرسله بدوره إلى عاصمة الخلافة بغداد. وصل ابن القاسم إلى بغداد في يوم الاثنين 14 ربيع الآخر سنة 219هـ / 28 أبريل 834م، وأمر الخليفة المعتصم بحبسه في سجن ضيق جدًا تحت حراسة مسرور الخادم الكبير، ثم نُقل إلى سجن أوسع بعد ثلاثة أيام مع منحه الطعام وحراسًا لحفظه، وظل محبوسًا حتى ليلة عيد الفطر من السنة نفسها. بينما كان الناس منشغلين بالاستعداد للعيد، تمكن محمد بن القاسم من الهرب من محبسه بطريقة غامضة، ويُعتقد أنه تدلى بحبل من كوة صغيرة في أعلى السجن. عندما افتُقد في الصباح، ضجت بغداد بالخبر، وأمر المعتصم فورًا برصد جائزة ضخمة قدرها مائة ألف درهم لمن يأتي به أو يدل على مكانه. ورغم البحث المكثف، لم يُعثر على محمد بن القاسم بعد ذلك واختفى تمامًا، لتنتهي ثورته وتبقى قصته وهروبه لغزًا من ألغاز ذلك العصر.

### حرب الزط في أهوار العراق

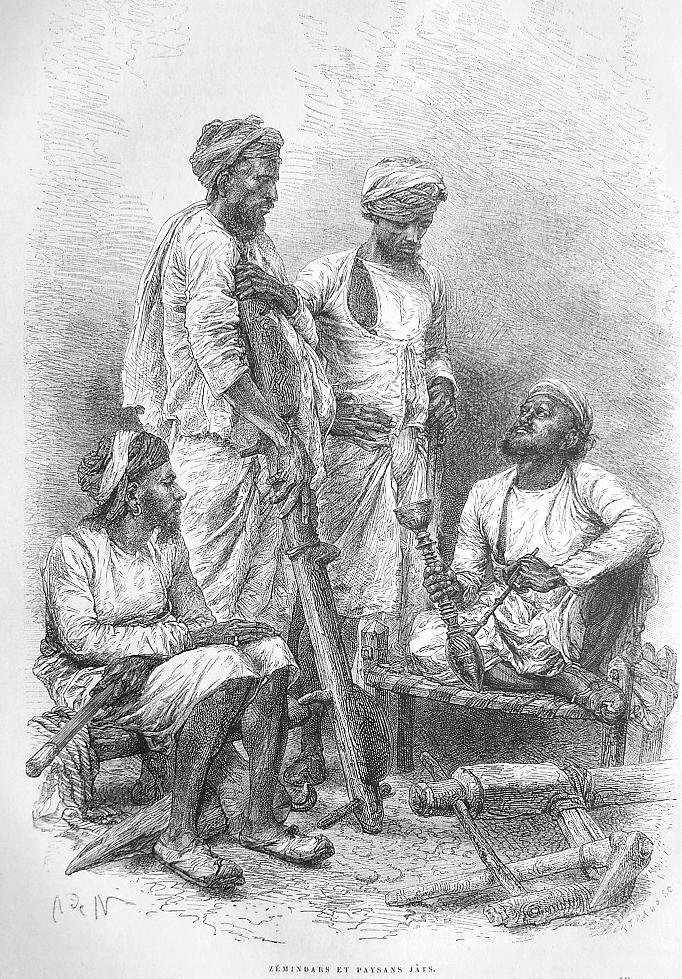
صورة تظهر رجال فلَّاحون من الزط (1873)

ورث الخليفة المعتصم عن عهد أخيه المأمون مشكلة خطيرة ومستعصية في جنوب العراق، وهي ثورة الزط. يرجع أصل الزط من السند (في باكستان المعاصرة)، غير أنه وقع غلاء في مناطقهم، وانتشرت المجاعة بينهم، فخرجوا من ديارهم نحو كرمان وفارس والأهواز في أيام العصر الأموي. استدعاهم والي العراق الأموي، الحجاج بن يوسف الثقفي (توفي 95هـ / 714م)، بهدف حفظ الأمن في منطقة البطائح، فاستقروا في أهوار العراق بين البصرة وواسط، واشتهروا بتربية الجواميس فيها. بدأت أعمال اللُّصوصية تنتشر بين الزط بسبب سوء أحوالهم المعيشية وقساوتها، فكانوا يسألون الشيء الطفيف، ثم بدأوا بالاختلاس من السُّفُن العابرة، لتزداد خطورتهم تدريجيًا. شكل الزط تهديدًا اقتصاديًا وأمنيًا كبيرًا للدولة في أعقاب صراع الأمين والمأمون، حين بات الزط يقطعون الطرق التجارية المؤدية إلى البصرة، فنهبوا الغلات من بيادر الفلاحين، وأخافوا عابرو السبيل، مما تسبب في أضرار أمنية ومعيشية وتجارية للدولة، خصوصًا بعد انقطاع العاصمة بغداد عن مجيء السُّفُن التجارية من البصرة.
قرر المعتصم حسم مسألة الزط بشكل نهائي، فأرسل إليهم حملة بقيادة أحمد بن سعيد، حفيد سالم بن قتيبة الباهلي، غير أنه هُزم، ثم أوكل المعتصم بأحد أبرز قادته، عُجيف بن عنبسة، وأرسله على رأس حملةٍ إليهم في جمادى الآخرة سنة 219هـ / يونيو 834م. جهز الخليفة الحملة بكل ما تحتاجه من عدة وعتاد، وأنشأ نظامًا بريديًا سريعًا بين معسكر عُجيف وبغداد ليصل الخبر إليه في اليوم نفسه، مما يعكس الأهمية القصوى التي أولاها لهذه الحرب. أدرك عُجيف أن قتال الزط في بيئتهم المائية والأهوار أمرٌ شبه مستحيل بالطرق العسكرية التقليدية، فلجأ إلى خطة استراتيجية تعتمد على الهندسة العسكرية. نصّب عجيف معسكره الرئيسي بالقرب من واسط، ثم شرع في عمل ضخم يهدف إلى شل حركة الزط تمامًا عن طريق سد الأنهار والجداول المائية التي كانوا يستخدمونها للتنقل والإغارة والهرب، مثل نهر بردودا ونهر العروس. تمكن عجيف بهذه الخطة، من محاصرتهم في مناطقهم وعزلهم عن محيطهم، وحرمانهم من قدرتهم على الكر والفر. بدأ عجيف في مهاجمتهم بشكل منهجي بعد تمكنه من إحكام الحصار عليهم. وفي إحدى أولى المعارك، تمكن من قتل 300 من مقاتليهم، وأسر 500 آخرين ثم أمر بضرب أعناقهم جميعًا، وأرسل برؤوسهم إلى بغداد لرفع معنويات أهلها وإظهار جدية الحملة. استمر القتال والحصار الشديد لمدة ستة أشهر، قاوم فيها الزط بقيادة زعيمهم محمد بن عثمان وقائدهم العسكري سليمان، غير أن خطة عجيف أثبتت فعاليتها، ومع تضييق الخناق عليهم، لم يجد الزط مفرًا من طلب الأمان.

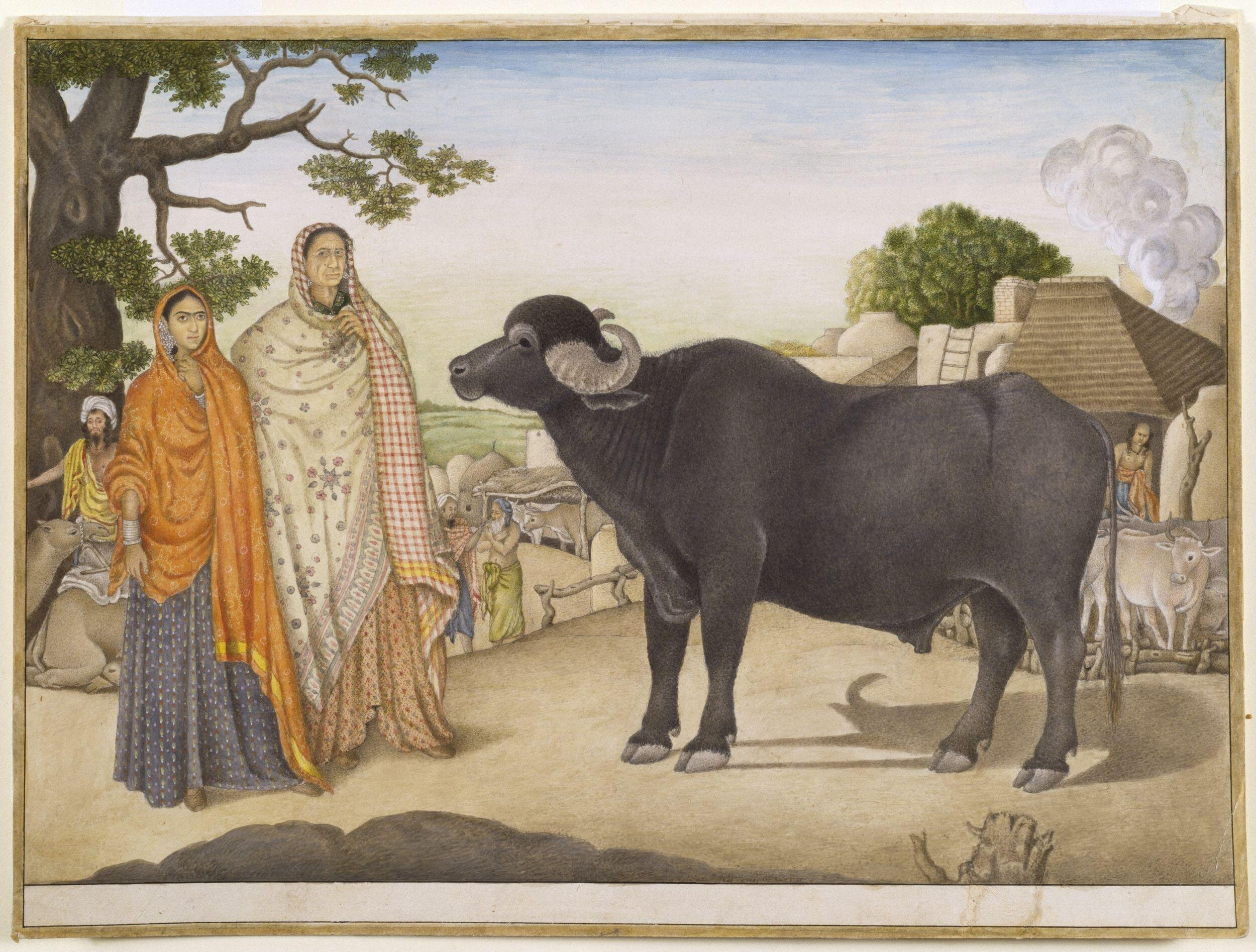
رسمٌ لجاموس مع نساء من الزط في إحدى القرى. (ق. 1816)

استسلم الزط أخيرًا للقائد عجيف في ذي الحجة سنة 219هـ / ديسمبر 835م، بعد منحهم الأمان على دمائهم وأموالهم مقابل إجلائهم عن المنطقة. بلغ عدد الزط حينها حسب التقديرات، نحو سبعة وعشرين ألف إنسان، بين رجل وامرأة وطفل، ومن بينهم اثنا عشر ألف مقاتل، ثم جمعهم عجيف في السفن، وأبحر بهم نحو بغداد في مشهد استعراضي ضخم. دخل عجيف بهم إلى بغداد في يوم عاشوراء سنة 220هـ / 14 يناير 835م، وأمرهم بارتداء هيئتهم الحربية والنفخ في أبواقهم، ومر بهم في استعراض مهيب أمام الخليفة المعتصم الذي شاهدهم من سفينة تدعى «الزو» في الشّمَّاسيَّة. اتخذ المعتصم قراره بشأن مصيرهم بعد عرضهم في بغداد لثلاثة أيام، حيث أمر بنقلهم أولاً إلى خانقين، ثم تقرر نفيهم بشكل نهائي إلى منطقة عين زربة، وهي إحدى الثغور الإسلامية على الحدود المباشرة مع الروم. بعد استقرار الزط في موطنهم الجديد، أغارت عليهم جيوش الرُّوم فاجتاحتهم عن بكرة أبيهم، ولم ينجُ منهم أحد حسب بعض الروايات.
ورغم الروايات القائلة بإفنائهم في هجوم الرُّوم، فقد ذكر المؤرخ اليعقوبي أن المعتصم أسكنهم خانقين في أمان، ولم يرد شيئًا عن وضعهم على ثغور الرُّوم. وذكر بحث معاصر بوضع بعض الزط في خانقين، ووضع معظمهم في عين زربة وغيرها من مناطق الثُّغور، بهدف تفريقهم وتشتيتهم لإضعافهم والتخلص من خطر قيامهم بالتمرُّد مجددًا. ذكر بعض المؤرخين بهروب بعض من هؤلاء الزط إلى الأناضول وجبال البلقان ومنها تفرقوا إلى أوروبا ليعرفوا في العصر الحديث باسم الغجر. وحمّل المُؤرخ المصري محمد إلهامي الخليفة المعتصم مسؤولية ما جرى للزط، قائلًا: «وهكذا انتهت قصة بدأت فصولها من مأساة الجوع الذي نَقلَهم من السند إلى العراق، واستمرت فصول المأساة فيها حتى انتهت بحرب نقلتهم من العراق إلى الثغور في مذابح شنيعة حصدتهم جميعاً، وهي مذابح تتحمل الخلافة مسؤوليتها الكاملة، وهي نقطة سوداء وعار كبير في عهد المعتصم».

### محنة خلق القرآن
شهد عهد المعتصم بالله تصعيدًا عنيفًا لقضية فكرية وعقائدية بدأت في أواخر عهد أخيه المأمون، وهي ما عُرف في التاريخ بمحنة خلق القرآن. ورغم أن المعتصم لم يكن المؤسس لهذه السياسة، إلا أن تنفيذه لها جاءت التزامًا بوصية أخيه، واستخدامه للقوة والبطش بدلاً من جعلها جدالًا فكريًا بين العلماء والفقهاء المسلمين، ما جعل من عهده الفصل الأكثر دموية وقسوة في تاريخ هذه المحنة.

#### الجذور التاريخية للمسألة
تعود جذور القول بأن القرآن مخلوق وليس كلام الله الأزلي إلى أواخر العهد الأموي، وكان أول المُنادين لها هو الجعد بن درهم، والذي قتله والي العراق خالد بن عبد الله القسري في يوم عيد الأضحى سنة 118هـ / 19 ديسمبر 736م. ثم تبنى هذه الفكرة من بعده الجهم بن صفوان، والذي قُتل بدوره في خراسان سنة 128هـ / 745م. ظلت فكرة خلق القرآن هامشية ومرفوضة في بداية العهد العباسي، فقد نهى الخليفة هارون الرشيد (حكم 170 – 193هـ / 786 – 809م) عن الخوض والجدل في هذه المسائل، بل هدد بشر المريسي، أحد أبرز القائلين بخلق القرآن، بالقتل، مما اضطره إلى التواري طوال عهد الرشيد.
حدث التحول الجذري في خلافة المأمون (حكم 198 – 218هـ / 813 – 833م)، والذي تأثر تأثرًا عميقًا بالفلسفة اليونانية المترجمة وبعض آراء المعتزلة، وعلى رأسهم قاضيه ومستشاره أحمد بن أبي دؤاد. أعلن المأمون تبنيه الرسمي لمذهب المعتزلة القائل بخلق القرآن في سنة 212هـ / 827م، لاعتقاده واجتهاده بأن القول بقِدم القرآن يمس بمبدأ التوحيد ويجعل من القرآن شريكًا لله في صفة الأزلية. لم يكتفِ المأمون بالتبني الفكري، بل حوّلها إلى سياسة دولة فعلية في آخر سنة من حياته، 218هـ / 833م. فبينما كان يشرف على حملته الجهاديَّة الرابعة والأخيرة على الرُّوم، أرسل سلسلة من الكتب إلى نائبه في بغداد، إسحاق بن إبراهيم الخزاعي، يأمره بامتحان القضاة والفقهاء والمحدثين في هذه المسألة. استجاب معظمهم للمأمون تحت التهديد والترهيب، إلا أربعة منهم صمدوا في البداية، ثم تراجع اثنان، وبقي الإمام أحمد بن حنبل ومعه محمد بن نوح الجنديسابوري على موقفهما الرافض. أمر المأمون بإرسالهما إليه مكبلين بالحديد إلى طرسوس حيث يقيم لينظر في أمرهما ويناظرهما، غير أن وفاة المأمون قبل وصولهما إليه، أدى لإعادتهم إلى بغداد.

#### المعتصم واستمرار القول بخلق القرآن
لم تنتهِ المحنة بوفاة المأمون، بل كانت من أهم وصاياه لأخيه المعتصم وهو على فراش الموت، حيث قال له: «وخذ بسيرة أخيك في القرآن». أخذ المعتصم بوصية أخيه بجدية مطلقة، لكنه اختلف عنه في الأسلوب. فبينما اعتمد المأمون على الجدال الفكري والمناظرة لإقناع خصومه، لجأ المعتصم بصفته رجلاً عسكريًا، ومفتقرًا لثقافة أخيه الواسعة، إلى القوة المباشرة والتعذيب لفرض عقيدة الدولة. اعتمد المعتصم بشكل كامل على مشورة قاضي قضاته أحمد بن أبي دؤاد، الذي أصبح المحرك الفعلي للمحنة في عهده. تجلى ذروة هذا المنهج في التعامل مع الإمام أحمد بن حنبل.
أُعيد ابن حنبل إلى بغداد وحُبس بعد وفاة المأمون، ومكث في السجن ثمانية وعشرين شهرًا. بدأت فصول محاكمته الشهيرة أمام المعتصم في شهر رمضان سنة 219هـ / سبتمبر 834م. نُقل الإمام أحمد من السجن مثقلاً بقيوده إلى قصر الخليفة، وهناك حذره والي بغداد قائلاً: «يا أحمد إنها – والله – نفسك، وليس بينك وبين السيف إلا ألاَّ تجيبه». أُدخل ابن حنبل على المعتصم، الذي بدا في البداية متأثرًا بهيبة ابن حنبل وموقفه، حتى قال المعتصم له: «لولا أني وجدتك في يدي من كان قبلي ما عرضت لك». بل إن الخليفة هم برفع المحنة كلها حين قال: «يا عبد الرحمن، ألم آمرك أن ترفع المحنة؟». لكن حاشيته من المعتزلة، وعلى رأسهم ابن أبي دؤاد، تدخلوا بقوة وأقنعوه بالاستمرار، وقال ابن أبي دؤاد عن الإمام أحمد: «يا أمير المؤمنين – هو والله – ضال مبتدع مضل». يُعلق الباحث زياد اذويب، قائلًا: «وهذا يبرهن على أن المعتصم لم يكن مقتنعاً بالمسألة بقدر ما كان مقلداً ومتبعاً لوصيه أخيه، وتأثير المعتزلة عليه».
استمرت المناظرات لعدة أيام، وابن حنبل يرد على حججهم جميعًا بطلب واحد: «يا أمير المؤمنين، أعطوني شيئًا من كتاب الله وسنة رسول الله صلى الله عليه وسلم حتى أقول به». سئم المعتصم من إطالة الجدال وثبات ابن حنبل على رأيه ومرور أيام دون نتيجة، قائلًا: «لئن أجابني إلى شيء له فيه أدنى فرج لأطلق عنه بيدي، ولأوطئن عقبه، ولأركبن إليه بجندي»، وقال المعتصم أيضًا: «إني مشفق عليك كشفقي على ابني هارون»، غير أن ابن حنبل ثبت على موقفه دون أدنى تنازل. ضجر المعتصم أخيرًا منه وقال: «طمعت فيك، خذوه، اخلعوه، اسحبوه». أُقيم ابن حنبل بين خشبتين، وبدأ الجلادون يتناوبون على ضربه بالسياط، والمعتصم يحثهم ويقول له بين كل فترة وأخرى: «ويحك يا أحمد إني أسأل الله أن لا يبتليني بك، ما تقول في القرآن؟»، وقال أيضًا: «ويحك يا أحمد، علام تقتل نفسك، أجبني حتى أطلق عنك بيدي». لكن ابن حنبل يصر على موقفه. استمر التعذيب بقسوة بالغة على ابن حنبل حتى فقد وعيه وسالت دماؤه حتى اختلف بعدد السياط التي تعرض لها ما بين 18 إلى 80 سوطًا.

#### الآثار اللاحقة لسياسة خلق القرآن
لم يكن إطلاق سراح أحمد بن حنبل ناتجًا عن ندم المعتصم، بل بسبب الخوف من ثورة شعبية في بغداد، فقد تجمهر العامة غاضبين لما سمعوا بما جرى لأحمد بن حنبل، وخشي الخليفة من فتنة لا يمكن وأدها، فأمر بإطلاق سراحه. عفا الإمام أحمد عن المعتصم لقرابته من النبي رغم ما قاساه وعذره في أمره، لكنه لم يعفُ عن ابن أبي دؤاد الذي اعتبره رأس البدعة. استمرت المحنة بعد ذلك في بغداد وبقية أمصار الدولة مثل مصر، لكن دون تعرض ابن حنبل للأذى المباشر. بعد وفاة المعتصم وتولي ابنه هارون الواثق بالله (حكم 227 – 232هـ / 842 – 847م) للخلافة، استمر الواثق على نهج أبيه وعمه في فرض هذه العقيدة بالقوة، حتى ألغاها ابن المعتصم الآخر رسميًا، الخليفة جعفر المتوكل على الله (حكم 232 – 247هـ / 847 – 861م).

### ثورة بابك الخرمي في أذربيجان
ورث المعتصم عن سلفه المأمون تمردًا خطيرًا استعصى على الخلافة العبَّاسية لأكثر من عشرين عامًا، عُرفت بثورة الخُرَّمية في أذربيجان بقيادة بابك الخُرَّمي. بدأ بابك ثورته سنة 201هـ / 816م، متخذًا من حصنه البَذّ منطلقًا لعملياته، والواقعة في قمم جبال شاهقة. تمكن الخُرَّميُّون على مدار عقدين من الزمن من هزيمة عدة جيوش للخلافة وقتل عدد من كبار قادتها، مما شكل تهديدًا وجوديًا لسلطة الدولة في أذربيجان ونواحيها.

#### خلفية الثورة البابكية
ظهر بابك الخرمي في بداية عهد المأمون، مُتزعمًا طائفة الخُرَّمِيَّة، والمُؤمنة بأفكار مستلهمة وخليطة من الديانات الفارسيَّة مثل المجوسية والمزدكية، فدعت إلى تناسخ الأرواح، وأباحت المحرمات، وأسقطت فرائض الإسلام. استغل بابك ضعف الخلافة الناتج عن صراع الأمين والمأمون، وأعلن ثورته مستفيدًا من الطبيعة الجبلية الوعرة لأذربيجان، ومكنته من استخدام تكتيكات الكر والفر ونصب الكمائن وقطع خطوط إمداد الجيوش العباسية بفاعلية. فشلت كل الحملات التي أرسلها المأمون في القضاء على بابك على مدار عشرين عامًا، بل إن شوكته قويت بعد هزيمته عددًا من أبرز القادة العباسيين، ومن أبرز ضحاياه القائد الشهير محمد بن حميد الطوسي الذي قُتل في معركة ضارية سنة 214هـ / 829م، وشكل مقتله ضربة معنوية كبيرة للخلافة.
حاول بابك عقد تحالفات مع أعداء الخلافة العبَّاسية، فسعى لاستمالة الرُّوم لدعمه في حربه على أعدائهم الدائمين على حدودهم الشرقيَّة في آسيا الصُّغرى. ظلت ثورة بابك الخرمي الشوكة الأكثر إيلامًا في خاصرة الدولة حتى وفاة المأمون، والذي انشغل بمحاربة الرُّوم بنفسه ووضع حدٍ لهم. أدرك المأمون أن القضاء على ثورة بابك يتطلب حزمًا وقوة استثنائية، فكانت من أهم وصاياه لأخيه ووريثه المعتصم، وهو على فراش الموت، توليته هذه الحرب أهمية قصوى، قائلًا له: «والخُرَّميَّة، فاغزهم ذا جزامة وصرامة وجلد، واكنفهُ بالأموال والسلاح والجنود من الفُرسان والرجال، فإن طالت مدتهم فتجرَّد لهم بمن معك، من أنصارك، وأوليائك، واعمل في ذلك عمل مُقدِّم النيَّة فيه، راجياً ثواب الله عليه». أصبحت مهمة القضاء على بابك أول وأعظم اختبار واجهه المعتصم لتثبيت أركان دولته وتنفيذ وصية أخيه.

#### استراتيجية المعتصم لمحاربة بابك
أدرك المعتصم أن القضاء على بابك يتطلب استراتيجية مختلفة تعتمد على التخطيط الطويل النفس، والإعداد اللوجستي المحكم، وليس مجرد إرسال حملات عسكرية متفرقة. ومما زاد من عزمه، هي وصية أخيه المأمون في القضاء على بابك مهما كلَّف الأمر. اتخذ المعتصم قراره الحاسم بتعيين قائده الأبرز والأكثر دهاءً، الأفشين حيدر بن كاوس، قائدًا عامًا للحرب على بابك، ووضع تحت إمرته كل الموارد اللازمة في سنة 219هـ / 834م. شرع الأفشين أولًا، في تنفيذ خطة منهجية تهدف إلى عزل بابك وتجفيف منابع قوته قبل بدأ أي هجوم عليه، حيث كُلِّف القائد أبا سعيد محمد بن يوسف بإعادة بناء الحصون التي دمرها بابك على الطرق بين زنجان وأردبيل، وتأمينها بالجند لحماية قوافل الإمدادات. عمل الأفشين ثانيًا، على كسب ولاء القوى المحلية، مثل محمد بن البعيث، الذي يسيطر على قلاع حصينة في أذربيجان وتحالف مع بابك. تمكن ابن البعيث من استدراج أحد أبرز قادة بابك، ويُدعى "عصمة"، إلى قلعته بحجة الضيافة، ثم غدر به وبأصحابه، وأرسل عصمة أسيرًا إلى المعتصم، ليكشف عن أسرار بلاد بابك وطرقها وأساليب القتال فيها، مما شكل كنزًا استخباراتيًا ثمينًا. اتبع الأفشين ثالثًا، سياسة الأرض المحروقة اللوجستية، حين نزل بجيشه في برزند، قام بضبط كل الطرق والحصون بينه وبين أردبيل، وأنشأ نظام تتابع محكمًا لنقل الإمدادات والمؤن، فكانت كل حامية تسلم القافلة للحامية التي تليها في منتصف الطريق، مما ضمن وصول الإمدادات بأمان ومنع قوات بابك من قطعها. اتبع الأفشين سياسة استخباراتية حكيمة، فكان إذا قبض على جواسيس بابك، يحسن إليهم ويضاعف لهم العطاء ويحولهم إلى جواسيس له، مما مكنه من اختراق شبكة بابك الاستخباراتية.
أحكم الأفشين خططه اللوجستية بعد دراستها جيدًا، لتبدأ المواجهات العسكرية الكبرى بين الطرفين، ففي سنة 220هـ / 835م، دبر الأفشين كمينًا ناجحًا لبابك، بعد علمه بتخطيط بابك لمهاجمة قافلة أموال يقودها القائد بغا الكبير، فأمر الأفشين بغا بالتظاهر بنقل الأموال ثم يعود بها سرًا إلى أردبيل، بينما خرج الأفشين بجيشه بشكل سري وسريع. ظن بابك أن القافلة بلا حماية فهاجمها، ليجد جيش الأفشين يطبق عليه من حيث لا يحتسب. دارت معركة عنيفة انتهت بهزيمة منكرة لقوات بابك، وفر هو بنفسه بصعوبة بالغة في نفر قليل من فرسانه. كانت الحرب بين الطرفين كرًا وفرًا، إذ تمكن رجال بابك بعد فترة، من مهاجمة قافلة إمدادات ضخمة كانت في طريقها لجيش الأفشين، واستولوا عليها بالكامل، مما تسبب في ضائقة شديدة ومجاعة في معسكر الجيش العبَّاسي، اضطر معها الأفشين إلى طلب إمدادات عاجلة من مناطق أخرى. وفي سنة 221هـ / 836م، وقعت كارثة عسكرية أخرى بسبب تهور القائد بغا الكبير الذي قرر مهاجمة معاقل الخرمية في جبل هشتادسر دون إذن من الأفشين. حاصرت قوات بابك قوات بغا في الجبال، وساعدهم على ذلك سوء الأحوال الجوية وهطول الثلوج والضباب الكثيف. كمن لهم بابك وهزمهم هزيمة ساحقة، وقُتل عدد من القادة، ونجا بغا بصعوبة، بينما استولى الخرمية على أموال الحملة وأسلحتها بالكامل.

#### سقوط البذ وإعدام بابك
بعد انقضاء الشتاء، ومع وصول إمدادات جديدة من المعتصم بقيادة جعفر الخياط وإيتاخ الخزري، بدأ الأفشين بتنفيذ المرحلة الأخيرة والحاسمة من حملته بالزحف نحو البذ نفسها. تقدم الأفشين ببطء وحذر شديدين، وأمر ببناء خنادق وحصون في كل موقع يتقدم إليه، مثيرًا سخط المتطوعة المتعطشين للقتال السريع. أدرك الأفشين باعتماد بابك على الكمائن في الوديان والجبال المحيطة بالبذ، فهدف لكشف هذه الكمائن قبل الهجوم النهائي. تهور القائد جعفر الخياط وبعض المتطوعة في إحدى المناوشات، وهاجموا أسوار البذ دون أمر، وكادوا يخترقوها، لكن الأفشين رفض إرسال المدد لهم وأمرهم بالانسحاب، لاعتقاده بسرية وخطورة كمائن بابك، والتي لم تنكشف بعد مما يؤدي بالتقدم إلى كارثة مُحققة. أدى هذا الهجوم المتهور إلى خروج بعض كمائن الخمن مخابئها، فتمكن الأفشين من تحديد مواقعهم. أرسل الأفشين بعد تخطيط دقيق، قوة خاصة للإلتفاف حول جبال العدو ليلًا، وفي اليوم التالي شن هجومًا منسقًا من عدة جهات. حوصرت قوات بابك بين كماشة الجيش الرئيسي من الأمام والقوة التي نزلت عليهم من قمم الجبال من الخلف. اشتبكت الجيوش في معركة حاسمة، وحين رأى بابك أن هزيمته وشيكة، طلب الأمان من الأفشين بحجة تجهيز أولاده للمغادرة، غير أنها كانت خديعة منه للهروب. تمكن الجيش العبَّاسي في خضم الفوضى الحاصلة، من اقتحام قلعة البذ، ففر بابك من أحد الوديان، لتدخل جيوش الخلافة إلى عاصمة الخُرَّمية في 20 رمضان 222هـ / 26 أغسطس 837م، بعد عشرين عامًا من التمرُّد على دولة الخلافة. أمر الأفشين بهدم قصور بابك وحصونه وإحراقها، وبذلك سقطت عاصمة الخُرَّمية المنيعة.
لم تنتهِ الحرب بسقوط البذ تمامًا، فقد ظل بابك طليقًا، وهرب مع أخيه عبد الله وبعض أتباعه إلى أرمينية، محاولاً اللجوء إلى بلاد الرُّوم. كتب الأفشين إلى جميع أمراء وبطارقة أرمينية، يعدهم ويمنيهم إن هم قبضوا على بابك. لجأ بابك إلى أحد البطارقة ويُدعى سهل بن سنباط، الذي استقبله وتظاهر بحمايته. وبينما كانا في رحلة صيد، غدر ابن سنباط ببابك وسلمه إلى القوات العبَّاسية التي انتظرت في كمين قريب في 10 شوال 222هـ / 15 سبتمبر 837م. وقُبض على أخيه عبد الله الذي لجأ إلى بطريق آخر. وصل الأفشين إلى سامراء ومعه بابك وأخوه أسيرين في صفر سنة 223هـ / يناير 838م. استُقبل الأفشين والقوات العبَّاسية استقبال الفاتحين، وخرج الأمير هارون بن المعتصم وكبار رجال الدولة للترحيب بهم. أمر المعتصم بالتشهير ببابك في العاصمة، فأُركب على فيل ضخم وطاف به في شوارع سامراء ليكون عبرة للناس وتطيب نفسهم. أُدخل بابك على مجلس الخليفة المعتصم مُقيدًا، والذي أمر الخليفة بإحضار جلاد بابك نفسه ليقوم بتنفيذ القصاص بحق زعيمه السابق. وبأمر من الخليفة وحضوره، قُطعت يدا بابك ورجلاه وهو لم يتأوه محاولًا تمالك نفسه، ثم أمر بذبحه وشق بطنه. أُرسل رأسه ليُطاف به في مدن خُراسان، وصُلب جسده على خشبة في سامراء. أما أخوه عبد الله، فقد أُرسل إلى بغداد ليلقى المصير نفسه على يد الوالي إسحاق بن إبراهيم الخُزاعي. كافأ المعتصم قائده الأفشين مكافأة عظيمة، فأغدق عليه الأموال والألقاب، وقلده ولاية السند، وخلّده الشعراء في قصائدهم كأحد أعظم أبطال عصرهم. قُدّر عدد من قتلهم بابك خلال عشرين عامًا بأكثر من ربع مليون إنسان، بينما استنقذ الأفشين من أسره آلاف المسلمين. وبمقتل بابك ونهاية ثورة الخُرَّمية في أذربيجان، انتهى أخطر تمرُّد ديني وسياسي واجهته الخلافة العباسية في عصرها الذَّهبيِّ.

### الحملة المعتصمية على الروم

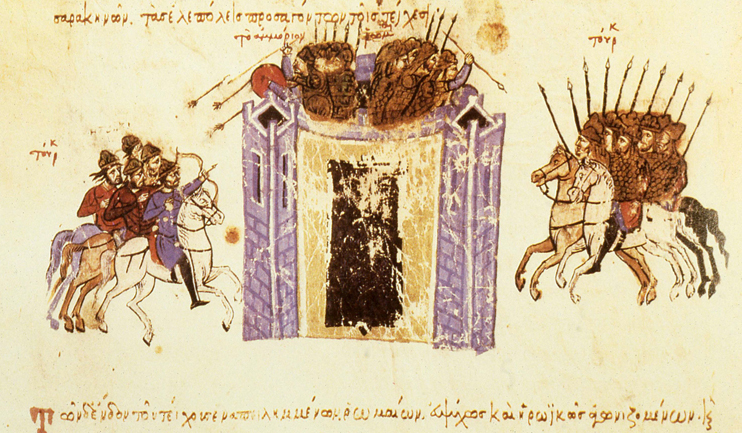
رسم بيزنطي يُظهر حصار المسلمين العبَّاسيين لمدينة عمورية.

بعد قضاء الخليفة المعتصم على ثورة بابك الخُرَّمي في سنة 223هـ / 838م، وجه كل قوة الدولة العباسية نحو عدوها التقليدي في الشمال الغربي منها، والمعروفة باسم الإمبراطورية البيزنطيَّة أو مملكة الرُّوم، في حملة عسكرية عُدت من أضخم الحملات وأكثرها تنظيمًا في تاريخ الخلافة، والتي استهدفت بشكلٍ خاص مدينة عمُّورية، أمنع الحصون الرُّومية وأكثرها قدسية لديهم جنبًا إلى جنب مع القسطنطينية، فضلًا عن أن الإمبراطور توفيل من مواليد عمُّورية حسب بعض المصادر.

#### أسباب الحملة ونخوة المعتصم
مثل الغدر الذي أقدم عليه الإمبراطور توفيل بن ميخائيل، السبب المباشر لهذه الحملة، ففي أواخر أيام ثورة بابك الخرمي، وحين أوشك على الهلاك، كتب بابك إلى توفيل يستنجد به ويحرضه على مهاجمة ديار الإسلام، موهمًا إياه أن الخليفة أرسل جميع جيوشه إلى أذربيجان ما أفرغ الثغور من الجند. استجاب توفيل لهذا التحريض، فخرج على رأس جيش ضخم، بلغ تعداده حسب بعض المؤرخين مائة ألف مقاتل، ويسانده جموع من المحمرة البابكيَّة، وهاجم مدينة زِبَطْرة على الثُّغور، فأعمل فيها القتل والتدمير، وسبى أكثر من ألف امرأة مسلمة، ومثَّل بالأسرى من المسلمين فجدع أنوفهم وسمل أعينهم، في فعلة أثارت غضبًا عارمًا في العالم الإسلامي.
وصلت أصداء هذه المأساة إلى عاصمة الخلافة سامراء، واستعظم المعتصم الأمر وغضب غضبًا لم يُرَ مثله. انفرد المؤرخ مسكويه بأن امرأة مسلمة من السبي وقعت في الأسر صرخت صرختها الشهيرة: «وا مُعتصماه!»، فوصل خبرها إلى الخليفة المعتصم، فما كان منه إلا النهوض من مجلسه وقال: "لبيكِ، لبيكِ!" ثم صاح في قصره بالنفير وركب دابته غير عائب ما تساقط منها لتجهيز الجيش لغزو الرُّوم. غير أن هذه الرواية لم تذكر في كتب المؤرخين من أمثال الطبري، والمسعودي، واليعقوبي. إلا أن روايات المؤرخين اتفقت على أنه حين علم بنبأ الهجوم على زِبَطْرة وما فعله توفيل بالمسلمين فيها، استعظم المعتصم الخبر واشتد عليه وصاح في قصره بالنفير.
أمر الخليفة بتعبئة عامة لم يسبق لها مثيل، وتعمم بعمامة الغزاة، وعسكر غربي دجلة، ونُصبت الأعلام على الجسر، وتحرك العساكر المتطوعة من سائر بلاد الإسلام. جمع المعتصم مئات القضاة والعدول في يوم الاثنين 2 جمادى الأولى سنة 223هـ / 1 أبريل 838م، وأشهدهم على أوقافه وأمواله الخاصة، فجعل ثلثًا لله، وثلثًا لولده، وثلثًا لمواليه، في دلالة على عزمه على خوض حرب طويلة وحاسمة. تحرك المعتصم من سامراء يوم الخميس 6 جمادى الأولى / 5 أبريل على رأس جيشٍ ضخم فذكر أقلهم أنه 200 ألف، وذكر أكثرهم بأنه 500 ألف من الجند. أراد المعتصم تحقيق إنجاز عسكري ضخم على الرُّوم، فسأل حاشيته: «أي بلاد الروم أمنع وأحصن؟»، فذكر له عمُّورية، وقيل له: «لم يعرض لها أحد من المسلمين منذ كان الإسلام، وهي عين النصرانية وبنكها، وهي أشرف عندهم من القسطنطينية».

#### هزيمة توفيل وفتح أنقرة
وضع المعتصم خطة عسكرية دقيقة تعتمد على الزحف بجيشين جرارين من محورين مختلفين، ليلتقيا في قلب بلاد الرُّوم عند مدينة أنقرة.
- المحور الأول: بقيادة الخليفة المعتصم نفسه ومعه قائده الكبير أشناس، وعددًا من القادة: محمد بن إبراهيم، وإيتاخ، وجعفر بن دينار، وعجيف بن عنبسة، منطلقًا من درب طرسوس.
- المحور الثاني: بقيادة القائد الأفشين حيدر بن كاوس، ويزحف من منطقة الثغور الأرمنية عبر درب الحدث.

تمكنت استطلاعات جيش أشناس من أسر بعض الروم في بداية الزحف، ليكشفوا عن خطة الإمبراطور توفيل، بعد علم الأخير بخطة المعتصم، وقرر ترك الجيش العباسي الرئيسي يتقدم، بينما يتجه هو بكل قوته لمباغتة جيش الأفشين الأصغر عددًا وسحقه قبل لقائه بجيش المعتصم. أرسل المعتصم رسلًا بخيول سريعة ومكافآت ضخمة ليحذروا الأفشين على الفور، لكنهم لم يتمكنوا من اللحاق به لتوغله السريع في أراضي الروم. التقى جيش الإمبراطور توفيل بجيش الأفشين في موضع يُعرف باسم أنزن، ودارت رحى معركة طاحنة في يوم الخميس 25 شعبان سنة 223هـ / 22 يوليو 838م، تمكن فيها الأفشين بفضل ثباته ودهائه العسكري من تحقيق نصر حاسم على جيش الروم الأكبر عددًا. هُزم توفيل هزيمة منكرة وفر هاربًا من ساحة المعركة، وتشتت جيشه بالكامل. وصلت أخبار هذا النصر الكبير إلى المعتصم وهو في طريقه إلى أنقرة، فاستبشر خيرًا. واصلت الجيوش العباسية زحفها حتى التقت حسب الخطة عند أسوار مدينة أنقرة، فدخلوها ووجدوها خالية من أهلها الرُّوم بعد هروبهم مع حاميتها خوفًا من جيش المسلمين. أقام المعتصم في أنقرة لأيام، ثم قسم جيشه الجرار إلى ثلاث فرق رئيسية: الميمنة بقيادة الأفشين، والميسرة بقيادة أشناس، والقلب بقيادته هو، وجعل بين كل فرقة وأخرى مسافة فرسخين، وأمرهم بالتقدم نحو الهدف الأسمى: عمورية، وبإحراق وتخريب كل ما يمرون به في طريقهم.

#### حصار عمورية وفتحها
وصلت طلائع الجيش العباسي إلى أسوار عمورية المنيعة في يوم الجمعة 6 رمضان 223هـ / 27 يوليو 838م. ضرب المعتصم حصارًا محكمًا حول المدينة. تحصن أهل عمورية جيدًا، لكن حدثًا غير متوقع قلب موازين الحصار، فقد خرج من المدينة رجل مسلم أُسر قديمًا وتنصّر وتزوج منهم، وجاء إلى المعتصم وأسلم وكشف له عن سر خطير، تمثل بوجود موضع ضعيف في السور هدمته سيول المطر سابقًا، وقام والي المدينة بترميمه على عجل وبشكل ظاهري فقط دون تدعيم حقيقي. أمر المعتصم بتركيز كل المجانيق وآلات الحصار على هذا الموضع الضعيف على الفور. وبدأت القذائف الضخمة تضرب السور بلا هوادة ليلًا ونهارًا، حتى انصدع وانفرج. حاول قائد الحامية الرُّومية، ياطس، إرسال رسالة استغاثة إلى الإمبراطور، لكن جندًا عباسيين قبضوا على الرسول وكشفوا خطته. انهار الجزء الضعيف من السور محدثًا دويًا هائلاً بعد قصف متواصل، وفتحت ثغرة كبيرة في دفاعات المدينة. بعد ثلاثة أيام من القتال العنيف على الثغرة، وفي 17 رمضان 223هـ / 12 أغسطس 838م، تمكن الجيش العباسي من اقتحام المدينة، ليدور قتال مرير في شوارع عمُّورية، وتحصنت مجموعة من الروم في كنيسة كبيرة، فأمر المعتصم بإحراقها عليهم. استسلم قائد الحامية ياطس أخيرًا، وسقطت المدينة بالكامل في أيدي المسلمين. كان الفتح عظيمًا، وامتلأ معسكر المسلمين بالغنائم والأسرى بأعداد هائلة، فأمر المعتصم ببيع الغنائم وإحراق ما تبقى منها.

وبينما كان المعتصم يخطط لمواصلة الزحف نحو القسطنطينية بعد نجاحه في فتح عمُّورية، وصلته أخبار مقلقة عن مؤامرة خطيرة يدبرها ابن أخيه العباس بن المأمون في الجيش للإطاحة به، مما اضطره إلى إنهاء الحملة والعودة سريعًا. كانت رحلة العودة شاقة ومريرة، حيث سلك الجيش طريقًا قاحلاً عانى فيه من العطش الشديد، وأمر المعتصم بقتل آلاف الأسرى من الرجال خشية تمردهم في هذه الظروف الصعبة. خلّد الشاعر الحسين بن الضحاك الباهلي هذا النصر العظيم مادحًا المعتصم والأفشين:

أنشد الشاعر أبو تمام قصيدته الشهيرة السيف أصدق أنباء من الكُتُب في مدح الخليفة المعتصم ونصره المؤزر في يوم عمُّورية، فهاجم أقوال المنجمين بقسوة بعد نصحهم للمعتصم بأن لا يحارب هذه السنة لأن خبر النجوم يشير إلى الهزيمة، ووصف فتح عمُّورية وما جرى فيه، وهجا توفيل ملك الرُّوم وهجماته على المدن الآمنة وفراره حين أتته الجيوش الإسلامية، قائلًا:

### مؤامرة العباس بن المأمون

#### أسباب المؤامرة وتشكُّلها
خفت نجم العباس بن المأمون بعد تولي المعتصم الخلافة تمامًا، إذ لم يُسند إليه عمه أي مهام قيادية أو مسؤوليات كبرى، مما عزز شعوره بالتهميش. تزامن ذلك مع سياسة المعتصم الجديدة التي أثارت استياء واسعًا في صفوف القادة العرب والفرس، حين بدأ الخليفة بالاعتماد بشكل شبه كلي على القادة الأتراك الذين جلبهم من بلاد ما وراء النهر، ومنح الأتراك الامتيازات المالية والعسكرية. أشعلت سياسة المعتصم نار الغضب في نفوس القادة العرب والفرس، وعلى رأسهم القائد الشهير عجيف بن عنبسة، الذي كان له فضل كبير في إخماد ثورة الزط. شعر عجيف بالإهانة حين منعه المعتصم من التصرف في نفقات حملة عسكرية، بينما أطلق يد القائد التركي المُقرَّب له، وهو الأفشين حيدر بن كاوس. توجه عجيف إلى العباس بن المأمون (والمقرب منه منذ خلافة أبيه) ووبخه لتنازله عن الخلافة، وحثه على تصويب الأمور بعد إفساد عمه لأحوال الدولة وتغيير تكوينها العسكري. لم يزل عجيف يُزين للعباس فكرة الثورة واستعادة حقه المسلوب حتى وافق العباس، وبدأ العمل سرًا على حشد الأنصار للانقلاب على المعتصم.
يُعلق المُؤرخ المصري محمد إلهامي على المشهد قائلًا: «كان العباس عاقلا حين لم يستجب لتحريض بعض أمراء أبيه بأن يتولى الخلافة بعده عند موته منازعا لعمه المعتصم، غير أن تحريض الأمراء لم يتوقف، وما زال يزداد الإلحاح على العباس لا سيما من عُجيف بن عنبسة الذي كان من قواد المأمون الكبار ... ولم يُعطه المعتصم مثل الصلاحيات التي أعطاها له المأمون أو التي أعطاها المعتصم للأفشين، فعمل عجيف على تحريض العباس بغية أن يعود إلى ما كان عليه». بدأ التخطيط السري للمؤامرة أثناء حملة المعتصم الكبرى على عمُّورية سنة 223هـ / 838م، حين أثار تسليم الخليفة قيادة الحملة لثلاثة من القادة الأتراك: الأفشين، وأشناس، ووصيف، وإيتاخ، حفيظة العديد من القادة، وازداد سخطهم على المعتصم. تولى رجل يدعى الحارث السمرقندي مهمة التنسيق بين القادة الساخطين على المُعتصم بهدف أخذ البيعة للعباس سرًا. اقتضت الخطة باغتيال المعتصم وقادته الأتراك، مثل أشناس، أثناء توزيع غنائم فتح عمورية. إلا أن العباس تردد في لحظة حاسمة، وطلب تأجيل التنفيذ حتى لا يفسد على المسلمين فرحتهم بالفتح العظيم، وهو قرار أتاح للمعتصم كشف المؤامرة في الوقت المناسب.

#### كشف المؤامرة وإفشالها
انكشفت المؤامرة من خلال سلسلة من التسريبات غير المقصودة. حين أشفق أحد القادة المتآمرين - وهو من الأتراك - يُدعى عمر الفرغاني، على غلام يخدم المعتصم، فنصحه بأن يلزم خيمته ولا يبرحها إذا سمع أي ضجة أو شغب. قرر قائد آخر يدعى أحمد بن الخليل في الوقت نفسه، وبعد إدراكه خطورة الأمر، كشف ما يعلمه للقائد التركي أشناس، الذي سارع بإبلاغ الخليفة وتحذيره من وجود مؤامرة تُدبر عليه. لم يصدق المعتصم الأمر في البداية لكثرة الأسماء الكبيرة المتورطة، لكنه أمر بالقبض على حلقة الوصل، وهو رجل يُدعى الحارث السمرقندي. انهار الحارث فورًا تحت التحقيق واعترف بكل شيء، وكشف أسماء جميع القادة الذين بايعوا العباس. قرر المعتصم مواجهة ابن أخيه بحيلة ذكية، فبعد عودة الجيش العبَّاسي من حملة عمورية، استراح مؤقتًا في مدينة منبج من نواحي حلب. دعا المعتصم ابن أخيه العباس إلى جلسة شراب، وأعطاه الأمان وأظهر له أنه لا يعلم شيئًا، ثم أكثر من صب الشراب له حتى أذهب الخمر عقله. استدرجه المعتصم بالكلام مستغلًا حالته، فشرح له العباس تفاصيل المؤامرة كاملة وذكر له كل من كان معه. أمر المعتصم بالقبض عليه وحبسه عند قائده المخلص الأفشين فور انتهاء اعترافه.
كانت نهاية المتآمرين قاسية وعنيفة، وعكست حزم المعتصم الشديد في تثبيت أركان حكمه. ظل العباس سجينًا حتى مات في سنة 223هـ / 838م، وتضاربت الروايات في كيفية موته جوعًا أو عطشًا. أما بقية القادة، فقد أمر المعتصم بقتل كل واحد منهم بطريقة مختلفة عن الآخر ليكونوا عبرة لغيرهم. من بين القتلى عجيف بن عنبسة، وعمر الفرغاني، وأحمد بن الخليل، وغيرهم من كبار القادة العرب والفرس والترك الذين لم يحظوا بتقدير المعتصم. قضى المعتصم على أخطر معارضة داخلية واجهته بهذه النهاية الدموية التي دبرها قادة عرب وفرس، وفتح الطريق لترسيخ حكمه القائم على القوة العسكرية، خاصة من جنده الأتراك، ومهد الطريق من بعده لخلافة ابنه هارون الواثق لاحقًا. يعلق المستشرق الأسكتلندي وليم موير على نتائج الحادثة، قائلًا: «وهكذا، وبعقوبات شديدة ومؤلمة، قُضي على جميع المتآمرين الرئيسيين. غير أن هذه المؤامرة كان لها أثر كارثي آخر، وهو أنها جعلت الخليفة خاضعًا تمامًا لسيطرة القادة الأتراك، وبدأ تدريجيًا في إقصاء القادة العرب».

### ثورة مازيار في طبرستان

#### أسباب الثورة ومكيدة الأفشين
بعد النجاح الباهر في القضاء على بابك الخرمي، وفتح عمُّورية، لم يكد المعتصم يلتقط أنفاسه حتى واجه تمردًا خطيرًا آخر في إقليم طبرستان الجبلي المنيع، بقيادة حاكمها المحلي القوي، مازيار بن قارن سنة 224هـ / 839م. لم يكن تمرد مازيار وليد لحظته، بل له جذور عميقة تتعلق بتاريخ عائلته وعلاقته الخاصة بالخلافة العباسية التي سبقت عهد المعتصم، فجد مازيار، ونداد هرمز، كان حاكمًا لطبرستان في خلافة هارون الرشيد (حكم 170 – 193هـ / 786 – 809م)، وأرسل ابنه قارن (والد مازيار) للإقامة في بغداد رهينة لضمان ولائه. خدم قارن لاحقًا الخليفة عبد الله المأمون (حكم 198 – 218هـ / 813 – 833م) بإخلاص في حروبه على الروم، مما كون علاقة خاصة ومباشرة بين الأسرتين. ورث مازيار هذه العلاقة، بل وعمقها، فحين فقد ملكه لصالح زعيم محلي آخر، لم يجد إلا المأمون في بغداد، فساعده على استعادة عرش آبائه. وبناءً على طلب المأمون وتشجيعه، أسلم مازيار وتسمى باسم محمد مولى أمير المؤمنين وتكنى بـأبي الحسن. وبسبب هذا القرب الشديد من شخص الخليفة، رأى مازيار نفسه ندًا لوالي المشرق القوي، عبد الله بن طاهر، ويرفض دفع خراج ولايته عبره، مصرًا على إرساله مباشرة إلى الخليفة، مما خلق عداوة شديدة مع الأسرة الطاهرية.
بعد وفاة المأمون وتولي المعتصم الخلافة، استغل هذا الصراع القائد الأفشين حيدر بن كاوس، طامعًا في ولاية خراسان لنفسه. رأى الأفشين في مازيار أداة مثالية لإضعاف عبد الله بن طاهر، فبدأ بمراسلته سرًا، ويحرضه على العصيان، ويعده بالدعم في بلاط الخليفة. وبتحريض من الأفشين، وغرورًا بقوته وعلاقته السابقة بالخلافة، أعلن مازيار التمرد الشامل سنة 224هـ / 839م، فمنع الخراج عن الخلافة، وارتد عن الإسلام واعتنق المزدكية، وبدأ في بسط سيطرته المطلقة على جبال طبرستان وأطرافها. أظهر مازيار وجهًا دمويًا وقاسيًا منذ إعلان تمرُّده، إذ أجبر الناس على مبايعته كرهًا، وأخذ الرهائن من كبار العائلات لضمان ولائهم. والأخطر من ذلك، حاول إشعال ثورة اجتماعية، فأمر فلاحي القرى بالوثوب على مُلّاك الأراضي من العرب والموالين للخلافة، ونهب أموالهم وممتلكاتهم. وقام بأعمال وحشية لترهيب خصومه، مثل صلبه لغلام بريء، ابن أحد أعيان مدينة سارية الذي هرب منه، وخرب أسوار المدن الكبرى مثل آمل وسارية لمنع الجيوش العباسية من التحصن بها. بلغت القسوة بمازيار محاصرته لعشرين ألفًا من أعيان آمل في جبل، وكبلهم بالحديد، وابتزهم لدفع خراج سنتين. وحينما أدرك ندم بعض جنوده على قتلهم لمجموعة من شباب الأعيان غدرًا، أمرهم بقتل آبائهم المحبوسين لديه ليتورطوا في الدماء بشكل كامل ولا يستطيعوا التراجع.

#### الرد العباسي ونهاية مازيار
تحرك الخليفة المعتصم بحزم وسرعة أمام هذا التمرد الشامل، فأمر عبد الله بن طاهر في خراسان بتجهيز الجيوش، وفي نفس الوقت جهز جيوشًا مركزية من سامراء، في خطة تهدف إلى تطويق مازيار من كل الجهات. فأرسل عبد الله بن طاهر عمه، الحسن بن الحسين بن مصعب، بجيش كثيف لإغلاق حدود طبرستان من جهة جرجان، ثم أرسل حيان بن جبلة، ليعسكر في قومس ويغلق طريق جبال شروين. ومن جهته، أرسل المعتصم جيشًا كبيرًا من بغداد بقيادة محمد بن إبراهيم (أخو والي بغداد الشهير إسحاق بن إبراهيم الخزاعي)، وأمده بقادة من أهل طبرستان الموالين للخلافة، وجاء مددًا بقيادة أبو الساج لإغلاق المنافذ الجبلية الأخرى من جهة الري ودنباوند. وجد مازيار نفسه محاصرًا داخل إقليمه الجبلي، في مواجهة جيوش الخلافة العباسية تزحف عليه من كل حدب وصوب. كانت الضربة القاصمة لمازيار هي انهيار جبهته الشرقية التي كان يقودها قائده أبو صالح سرخاستان، بعد تمكن القائد الطاهري الحسن بن الحسين من التواصل سرًا مع حراس السور الدفاعي الذي بناه سرخاستان، فخان حراس السور في ليلة غاب فيها ضوء القمر سيدهم وفتحوا أبواب السور لجيش الحسن بن الحسين، الذي تدفق إلى داخل معسكر سرخاستان على حين غفلة.
أصيب سرخاستان بالذعر حين سمع الصياح ورأى الأعلام العباسية ترفرف في قلبه معسكره، فلم تكن له همة إلا الهرب، ففر من الحمام في قميص نومه. لكن هروبه لم يدم طويلاً، فقد لحق به بعض جنوده الذين قرروا خيانته والتقرب به إلى السلطان، فقبضوا عليه وسلموه إلى الحسن بن الحسين، ليأمر بقتله فورًا. مثل مقتل سرخاستان وانهيار جيشه، انفتاح الطريق أمام الجيوش العباسية. أحس مازيار بنهاية وشيكة، فحاول الهرب والتحصن في قلاعه الجبلية، لكن الخيانة لاحقته من أقرب الناس إليه. فقد قام أخوه قوهيار، بالقبض عليه وتسليمه للقوات العباسية طمعًا في الأمان والمكافأة. أُرسل مازيار مكبلاً بالحديد إلى المعتصم، واعترف بكل شيء تحت سياط التعذيب، وكشف عن الرسائل السرية التي وصلته من الأفشين، ومُحرضًا إياه على التمرد، فكان اعترافه هو بداية النهاية للأفشين نفسه، والذي قبض عليه قبل يوم من مقتل مازيار. أمر المعتصم بجلد مازيار حتى قُتل في 5 ذي القعدة سنة 225هـ / 6 سبتمبر 840م، ثم صُلب جسده إلى جانب جسد بابك الخرمي سنة 225هـ / 840م، ليكون عبرة لكل من تسول له نفسه الخروج على سلطة الخلافة.

### تمرد منكجور الأشروسني
واجه المعتصم تمردًا جديدًا في أذربيجان سنة 224هـ / 839م في أعقاب انتصاره الكبير على بابك الخرمي، لكن هذه المرة من داخل الدائرة المقربة لأقوى قادته، الأفشين حيدر بن كاوس، مما زاد من خطورة الموقف وعمق شكوك الخليفة في رجاله. تزعم التمرد منكجور الأشروسني، أحد أقارب الأفشين، والذي عينه الأخير واليًا على أذربيجان بعد القضاء على بابك. بدأت الأزمة حين عثر منكجور على كنز ضخم من أموال بابك، فاستولى عليه لنفسه وأخفاه عن علم الأفشين والخليفة. كشف الأمر رئيس البريد في أذربيجان، وهو رجل يدعى عبد الله بن عبد الرحمن، وأرسل تقريرًا إلى المعتصم في سامراء، وحين علم بذلك منكجور كتب للمعتصم يكذب رئيس البريد عبد الله. دارت مناظرة بين منكجور وعبد الله، حتى هم منكجور خلالها بقتل عبد الله لإسكات صوته، فاستغاث الأخير بأهل أردبيل فتدخلوا وحموا الرجل.
وصل خبر التمرُّد إلى المعتصم، فأمر الأفشين بصفته المسؤول المباشر عن منكجور، بعزله وإرسال جيشًا للقبض عليه. حين علم منكجور بقدوم الجيش العباسي، أعلن خلع طاعته للخليفة، وجمع حوله الصعاليك، وتحول من والٍ فاسد إلى ثائر مسلح. لجأ منكجور إلى أحد حصون بابك القديمة المنيعة في الجبال بعد مناوشات أولية هُزم فيها، فقام بترميم الحصن والتحصن فيه. لم يدم تمرده طويلًا، فبعد أقل من شهر، قام أصحابه المتحصنين معه بخيانته، فوثبوا عليه وقيدوه وسلموه إلى قائد الجيش العباسي الذي يحاصر الحصن. وفي رواية أخرى، فإن القائد بغا الكبير تمكن من محاصرته حتى طلب منكجور الأمان فاستسلم له، ليُرسل مكبلًا إلى سامراء. رأى الخليفة في تمرد منكجور دليلاً آخر على أن قائده الأكبر، الأفشين، يدير مؤامرة أوسع لزعزعة استقرار الدولة وتقوية نفوذه الخاص في المشرق.

### انكشاف الأفشين ومقتله
لم يكد المعتصم ينتهي من الاحتفال بنصره على بابك الخُرَّمي ومازيار بن قارن، حتى ظهرت خيوط مؤامرة خطيرة تُحاك عليه في الخفاء، وبطلها هو نفسه مهندس ذلك النصر، القائد الأشروسني الأفشين حيدر بن كاوس. تُعد نهاية الأفشين مثالاً صارخًا على المصير الذي كان يلقاه القادة الذين يتعاظم نفوذهم إلى درجة تهدد سلطة الخليفة نفسه، على غرار أبو مسلم في خلافة المنصور، والبرامكة في خلافة الرشيد، والفضل بن سهل في خلافة المأمون، وهي قصة تكشف عن الوجه الآخر لعهد المعتصم القوي.

#### بذور الشك والعداوات
بدأت بذور الشك تُزرع في قلب المعتصم تجاه قائده المفضل حتى قبل نهاية حرب بابك. فقد كان الأفشين، وهو أمير أشروسنة، يستغل الحرب لتعزيز ثروته ونفوذه في بلاده، فكان يرسل الأموال الطائلة والهدايا الثمينة التي تصله من أمراء أرمينية مباشرة إلى أشروسنة. وصل خبر ذلك إلى والي خراسان القوي عبد الله بن طاهر، الذي ينافس الأفشين على المكانة، فكتب إلى المعتصم بذلك. اعترض عبد الله بن طاهر إحدى هذه القوافل وبأمر من الخليفة، ليكتشف أموالاً ضخمة مخبأة في أحزمة الرسل، فصادرها ووزعها على جنده، وأرسل إلى الأفشين رسالة ساخرة يقول فيها إنه لا يصدق أن قائدًا يرسل كل هذه الثروة دون إعلام والي المنطقة لتأمينها، وإن كان هذا المال له فسيعوضه عنه لاحقًا. أثارت هذه الحادثة وحشة وعداوة شديدة بين القائدين، وجعلت المعتصم يبدأ في مراقبة تحركات الأفشين المالية عن كثب.
زادت شكوك المعتصم على الأفشين إثر تمرد منكجور الفرغاني، وهو من أقارب الأفشين كان ولاه على أذربيجان، حين أشارت أصابع الاتهام إلى أن الأفشين متواطئًا معه. حدثت الضربة القاصمة التي حولت شكوك الخليفة إلى يقين، حين جاءت من اعترافات مازيار حاكم طبرستان بعد القبض عليه سنة 225هـ / 840م، فقد كشف مازيار تحت التعذيب عن رسائل سرية وصلته من الأفشين، يحرضه فيها على التمرد على سلطة عبد الله بن طاهر، ويعده بالدعم في بلاط الخليفة. أراد الأفشين من ذلك إقناع المعتصم بعزل عبد الله بن طاهر وتوليته هو ولاية خراسان، وأن مازيار لم يكن ليخرج عليه لولاء سوء إدارة ابن طاهر. تأكد للمعتصم أن قائده الذي منحه ثقته الكاملة كان يلعب لعبة مزدوجة خطيرة، ويستخدم سياسة الدولة لتحقيق طموحاته الشخصية.

#### الوشاية والقبض عليه
أحس الأفشين بتغير المعتصم نحوه، وأدرك بانكشاف مؤامراته، فعزم على تدبير خطة القيام بانقلاب دموي على الخلافة ومن ثم الهروب لبلاده. تذكر الروايات أنه خطط لقتل المعتصم وكبار قادته الأتراك المنافسين له، مثل أشناس التركي وإيتاخ الخزري، من خلال الدعوة إلى وليمة كبيرة وتقديم السم لهم، ثم يهرب إلى بلاده أشروسنة عبر أرمينية، ويستعين بالخزر والترك لإشعال ثورة كبرى على الخلافة العباسية مستغلين حالة الفوضى التي سيخلقها. كُشفت خطة الأفشين الجريئة على يد أحد قادته من أشروسنة، ويُدعى واجن الأشروسني، الذي خاف على نفسه وقرر كشف المؤامرة للخليفة، حيث تسلل واجن إلى قصر المعتصم في ليلة مشهودة، وأصر على مقابلة الخليفة لأمر عاجل يتعلق بحياته، فأدخله قائد الحرس إيتاخ. اعترف واجن بكل ما كان يدبره الأفشين في حضرة المعتصم. لم يتردد المعتصم لحظة، وفي صباح اليوم التالي، أرسل من يستدعي الأفشين إلى القصر، وما أن دخل حتى قُبض عليه وجُرِّد من سلاحه وحبسه في سجن خاص بُني له داخل قصر الجوسق، سُمي لؤلؤة، وهو أشبه بالمنارة، ليظل تحت مراقبة الخليفة المباشرة.

#### محاكمة الأفشين
لم تكن محاكمة الأفشين محاكمة سياسية بتهمة الخيانة العظمى فحسب، بل أخذت طابعًا دينيًا وثقافيًا، مما يشير إلى نية المعتصم تجريده من شرعيته الدينية وتصويره كزنديق ومعادٍ للإسلام لتسهيل إدانته. عُقدت المحاكمة بحضور كبار رجال الدولة، مثل الوزير ابن الزيات وقاضي القضاة أحمد بن أبي دؤاد ووالي بغداد إسحاق بن إبراهيم الخزاعي، وأُحضر شهود عليه، من أبرزهم مازيار نفسه، وكاهن مجوسي يدعى موبذ، وأحد ملوك السُّغد يدعى المرزبان بن تركش.
وُجهت للأفشين سلسلة من التهم التي عكست ميوله القومية الفارسية وضعف إسلامه:
- امتلاك كتاب مقدس للمجوس: اتُهم بحيازة كتاب ديني فارسي مزين بالذهب والجواهر يحتوي على كفر. دافع الأفشين عن نفسه بقوله إنه كتاب أدب ورثه عن أبيه، مثل كتاب كليلة ودمنة، وأنه يستمتع بأدبه فقط ويترك ما فيه من كفر.
- عدم الاختتان: اتُهم بأنه لم يختتن. فأجاب بخوفه من موته جراء العملية، وأنه استعمل التقية التي يقرها الإسلام في ذلك.
- أكل المخنوقة: شهد الكاهن المجوسي بأن الأفشين كان يأكل لحم الحيوانات المخنوقة ويقول إنها أطرى من المذبوحة، وهي عادة مجوسية، بينما تحرمها الشريعة الإسلامية.
- ألقاب إلهية: شهد ملك السغد بأن أهل أشروسنة كانوا يخاطبون الأفشين في رسائلهم بلقب "إله الآلهة" بلغتهم المحلية. دافع الأفشين بقوله إن هذا لقب ورثه عن آبائه وملوك المنطقة، وأنه أبقى عليه ليضمن طاعة أهل بلاده له.
- التحريض على التمرد: أُحضر مازيار للمحاكمة وشهد بمراسلة الأفشين له وتحريضه على الثورة، ووصف العرب والمغاربة والأتراك بأوصاف مهينة وشنيعة. نفى الأفشين ذلك، وقال إنه لو فعل، لكان ذلك خدعة منه لكسب ثقة مازيار والقبض عليه.

كان الأفشين طوال المحاكمة ذكيًا وحاضر البديهة، ورد على التهم بقوة وسخرية، حتى وبخ إسحاق بن إبراهيم باتهامه بقبول الألوهية من أهل أشروسنة: «يا أبا الحسين، هذه سورة قرأها عجيف على علي بن هشام، وأنت تقرؤها علي، فانظر غدًا من يقرؤها عليك!»، في إشارة إلى تبدُّل الأحوال.

#### مقتل الأفشين
انتهت المحاكمة بأمر القاضي ابن أبي دؤاد، ووجه القائد بغا الكبير بالقبض على الأفشين، فقال الأخير: «قد كنت أتوقع هذا منكم قبل اليوم». أُعيد الأفشين إلى سجنه لؤلؤة، وتُرك ليموت جوعًا وعطشًا بأمر من المعتصم في شعبان سنة 226هـ / يونيو 841م. أُخرج جسده بعد موته، وصُلب على باب العامة في سامراء ليراه الجميع، ثم أُحرق ورُمي رماده في نهر دجلة، وصودرت ممتلكاته ووجدوا لديه تماثيل وكتب مجوسية. انتهت أسطورة القائد الذي فتح البَذّ، ليصبح عبرة لكل من يفكر في تحدي سلطة الخليفة. يرى المؤرخ العراقي فاروق عمر فوزي أن سقوط الأفشين لم يكن مجرد عقاب على خيانة، بل خطوة استباقية من المعتصم تخوفًا من تعاظم نفوذ قائده، قائلًا: «أما قضية الأفشين، فيبدو لنا بأنها بدايات محاولة القادة الأتراك للتحكم والسيطرة على مقدرات الخلافة العباسية، وهذا ما يؤكده حين يعترف بتظاهره بالإسلام من أجل الوصول إلى الغايات التي يرجوها فيقول: «إني قد دخلت لهؤلاء القوم في كل شيء، أكره حتى أكلت لهم الزيت وركبت الجمل ولبست النعل، غير أني إلى هذه الغاية لم تسقط عني شعرة»، ولكن قوة الخليفة المعتصم وقابلياته العسكرية وتنافس القادة الأتراك بينهم فوت الفرصة على الأفشين، فلم تنجح محاولته، ولكن حين تغيرت الظروف نجح قادة عسكريون آخرون في الوصول إلى السلطة الفعلية، وهذا ما حدث بعد عهد المتوكل».

### ثورة المبرقع في فلسطين
في أواخر عهد المعتصم، وحين لزم الأخير فراش المرض من علته الأخيرة، اندلعت في بلاد الأردن وفلسطين ثورة كبيرة سنة 226هـ / 841م، كان لها طابع شخصي وقبلي، وسرعان ما اكتسبت صبغة دينية وسياسية هددت استقرار المنطقة في فلسطين. تولى قيادة الثورة رجل غامض يُدعى أبو حرب، ولُقِّب بـالمُبَرْقَع لوضعه برقعًا على وجهه لإخفاء هويته. تذكر الروايات أن سبب خروجه كان ثأرًا للشرف، بعد اعتداء جندي من جند الخلافة على زوجته (أو أخته) بالضرب وجلدها بسوط في غيابه حين رفضت إدخاله الدار دون وجود زوجها. بعد عودة أبو حرب ورأى أثر السوط على ذراعها، استشاط غضبًا وأخذ سيفه وقتل الجندي، ثم هرب إلى جبال الأردن وأخفى وجهه خلف البرقع. بدأ أبو حرب يدعو الناس إلى "الأمر بالمعروف والنهي عن المنكر" من مخبئه في الجبال، وانتقد سياسة الخليفة، ثم زعم انتسابه لبني أمية. وجدت دعوته صدى واسعًا بين فلاحي المنطقة والقبائل اليمانية الساخطة على الحكم العباسي، فالتفوا حوله وبايعوه على أنه السُّفياني المذكور في بعض أحاديث الملاحم، تمثلت بالشخصية الأسطورية التي يعتقد بعض المسلمين بظهوره في آخر الزمان لإعادة مجد الأمويين. تضخمت حركة المبرقع بسرعة، وانضم إليه زعماء قبليون بارزون مثل ابن بيهس من دمشق، حتى قيل ببلوغ جيشه عشرات الآلاف.
وصلت أنباء هذه الثورة الخطيرة إلى المعتصم وهو في مرضه الأخير، فوجه لقتال المبرقع أحد قادته المحنكين، وهو رجاء بن أيوب الحضاري، على رأس الجيش العباسي بنحو ألف مقاتل. بعد وصول الحضاري إلى المنطقة، وجد أن جيش المبرقع يفوقه عددًا بشكل هائل، فأدرك بأن المواجهة ستكون انتحارًا. لجأ الحضاري إلى خطة تعتمد على الصبر والدهاء العسكري، فعوضًا عن الاشتباك، عسكر بجيشه مقابل جيش المبرقع، وبدأ في مطاولته وكأنه يخشى مواجهته. كان الحضاري يدرك بأن معظم جيش المبرقع يتكون من الفلاحين، فانتظر بصبر حتى يحين وقت الحراثة والزراعة. وبعد ابتداء الموسم الزراعي، بدأ جيش المبرقع بالتفرق، وعاد الفلاحون إلى أراضيهم، ولم يبق مع المبرقع إلا بضعة آلاف من المقاتلين المخلصين لحركته.
حين رأى الحضاري قلة جيش عدوه إلى حجم يمكن مواجهته، قرر بدء المعركة. وتروي رواية أخرى أن الحضاري هاجم أولاً حلفاء المبرقع في دمشق بقيادة ابن بيهس وهزمهم، ثم توجه لملاقاة المبرقع نفسه في معركة حاسمة قرب الرملة. لاحظ الحضاري أن المبرقع نفسه هو الفارس الوحيد المحترف تقريبًا في جيشه في أرض المعركة، ورآه يندفع بشجاعة وتهور ليثير حماسة أتباعه. أمر الحضاري جنوده بفتح صفوفهم وترك المبرقع يمر في وسطهم، وحين يكر عائدًا يفتحون له الطريق مرة أخرى، في خدعة عسكرية بارعة. فعل المبرقع ذلك مرتين، فشعر بالزهو والغرور وظن أن لا أحد قادر على مواجهته، خصوصًا لما فيها من أثر على أتباعه لإثارة حماسهم. وحين حمل على العباسيين ومر من خلال صفوفهم في المرة الثالثة، أمر الحضاري جنوده بإغلاق الصفوف خلفه، فعزلوه تمامًا عن جيشه وأحاطوا به من كل جانب، وقبضوا عليه أسيرًا دون عناء كبير. أُرسل المبرقع مع حليفه ابن بيهس مكبلين إلى حاضرة الخلافة سامراء، حيث أمر المعتصم بسجنهما في سجن المطبق، لتنتهي آخر ثورة كبيرة اندلعت في خلافة المعتصم، والذي توفي بعد هذه الحادثة بشهور قليلة، تاركًا وراؤه دولة قوية تمكنت من قمع كل التحديات بحزم وقوة.

## وفاته في سامراء
بدأت علة الخليفة المعتصم بالله في يوم الجمعة من أول مُحرَّم سنة 227هـ / 21 أكتوبر 841م، وذلك إثر حجامة (طريقة طبية قديمة لعلاج بعض الأمراض) قام بها. استمر مرضه لعدة أشهر، وفي إحدى فترات إفاقته القصيرة، طلب تجهيز زورق ليركب في نهر دجلة التي تمر بعاصمته سامراء للمرة الأخيرة. يُروى أنه بينما الزورق يمر بمحاذاة قصوره الشاهقة في سامراء، التفت إلى مرافقه زنام الزامِر وطلب منه عزف أبياتًا شعرية تعبر عن حاله:
فشرب المعتصم قدحًا والزامِر يعيد ويكرر الأبيات بغنائه، ثم تناول المعتصم منديلًا بين يديه، وما زال يبكي ويمسح دموعه وينتحب، حتى عاد لمنزله. تدهورت صحة المعتصم بعد ذلك بسرعة، وتذكر الروايات ترديده كلمات في أيامه الأخيرة تعبر عن إحساسه بالنهاية واقتراب أجله، فيقول: «إني أُخذت من بين هذا الخلق»، وقال مرة: «ذهبت الحيل ليست حيلة»، وكأنه يعجب لاختيار الموت له دون غيره. ونُقل عنه ندمه على ما جنى وأحدث في حياته مع قصر عمره، قائلًا: «لو علمت أن عمري هكذا قصير ما فعلت الذي فعلت».
توفي الخليفة المعتصم بالله ضحى يوم الخميس 18 ربيع الأول 227هـ / 5 يناير 842م، ودُفن في عاصمته التي بناها، سامراء، وتحديدًا في قصر الجوسق. واكتملت بوفاته أسطورة ارتباطه بالرقم ثمانية التي لازمته طوال حياته، فكانت خلافته ثماني سنين وثمانية أشهر هجريَّة / ثماني سنين وأربعة أشهر وسبعة وعشرين يومًا ميلاديَّة، وهو ثامن الخلفاء العباسيين، والثامن من ولد العبَّاس، وتوفي عن ثمانية بنين وثماني بنات، وعمره حين وفاته سبعة وأربعين سنة وسبعة أشهر وثمانية أيام هجريَّة / خمس وأربعين سنة وشهران وثمانية عشر يومًا ميلاديَّة.
رثاه عدد من الشعراء، ومنهم وزيره محمد بن عبد الملك الزيات الذي قال فيه:
بينما عبّر الشاعر مروان بن أبي الجنوب حفيد الشاعر مروان بن أبي حفصة، عن سرعة تحول ولائه من الخليفة المتوفي إلى الخليفة الحي، ابنه هارون الواثق بالله، فقال:

## النهضة العمرانية
لم تقتصر إنجازات المعتصم على الميدان العسكري، بل امتدت لتشمل نهضة عمرانية ومعيشية واسعة كان هو نفسه من المؤمنين بها، وتجلت هذه النهضة في أبهى صورها في مشروعه الأضخم، وهي بناء عاصمة جديدة للخلافة سُميت سُرَّ من رأى أو المعروفة اختصارًا سامراء.

### بناء سامراء
تُعد سامراء المدينة التي عاشت نصف قرن فقط، لكنها عاشته في قمة مجدها كعاصمة سياسية ومركز حضاري عالمي، ثم انطفأت فجأة كما ظهرت فجأة. كان قرار بنائها نتيجة حتمية لواحد من أكبر التغييرات التي أحدثها المعتصم في بنية الدولة لاعتماده على الجند الأتراك.

#### أسباب مغادرة بغداد
بعد استقطاب المعتصم لآلاف الجنود الأتراك وأسكنهم في بغداد، سرعان ما ظهرت ثلاثة أسباب رئيسية جعلت بقاءهم في عاصمة الرشيد أمرًا مستحيلاً:
1. الصدام الثقافي والاجتماعي: لم يتحمل أهل بغداد، الذين بلغوا ذروة التحضُّر والتمدُّن، طباع الجند الأتراك الذين وُصفوا بالغلظة والجفاف والبداوة، حتى كان الأتراك يركضون بجيادهم في شوارع بغداد المزدحمة بتهور، فيصدمون المارة من النساء والشيوخ والأطفال، مما أدى إلى اشتباكات يومية وسقوط قتلى من الطرفين.
2. الاكتظاظ السكاني: ضاقت بغداد بالزيادة السكانية المفاجئة، وأصبح موكب الخليفة نفسه يشكل خطرًا على حياة الناس، فقيل إنه إذا ركب يموت جماعة من الصبيان والعميان والضعفاء لازدحام الخيل وضغطها.
3. التوتر العسكري: شعر الجند القدامى في بغداد من فرق العرب والخراسانية والأبناء بالمرارة والتذمر، وهم يرون هؤلاء الأتراك الجدد يرثون مكانتهم ومناصبهم في الدولة، مما خلق خطرًا حقيقيًا من وقوع تمرد عسكري داخل العاصمة.

كانت القشة التي قصمت ظهر البعير، هي الحادثة الشهيرة حين اعترض شيخ كبير موكب المعتصم وصاح به: «لا جزاك الله خيرًا عن الجوار! جئتنا بهؤلاء العلوج فأسكنتهم بيننا فأيتمت بهم صبياننا، وأرملت نساءنا والله لنقاتلنك بسهام السَّحَر»، ولما سأله المعتصم عن سهام السحر، أجابه الشيخ: «ندعو عليك»، فتأثر المعتصم بشدة وخجل منه، وعزم على الرحيل الفوري عن بغداد.

#### اختيار الموقع وبناء العاصمة الجديدة
استقر رأي المعتصم على موضع شمال بغداد يُعرف اليوم بسامراء بعد البحث عن عدة مواقع. كان للموقع مزايا استراتيجية وبيئية، فأرضه مرتفعة تحميه من فيضانات دجلة، وموقعه على النهر يسهل حركة التجارة والنقل. لم يكن في المكان سوى دير قديم للنصارى، فاشتراه منهم المعتصم بأربعة آلاف دينار، ثم بدأت أضخم عملية بناء في ذلك العصر سنة 221هـ / 836م. استجلب المعتصم المهندسين والصناع والعمال من كل أنحاء الخلافة، وجمعوا مواد البناء من الخشب والرخام والزجاج والحجارة. خُططت المدينة لتكون واسعة ومنظمة، فبُني في قلبها المسجد الجامع، وأُنشئت حوله الأسواق الضخمة المقسمة حسب أنواع التجارة، وخُصصت أفضل المواقع لبناء قصور الخليفة (مثل قصر الجوسق الخاقاني) وقادة الدولة والوزراء.

#### ازدهار سامراء وإرثها
طبق المعتصم سياسة عزل اجتماعي وعسكري صارمة لتجنب تكرار مشاكل بغداد، فقد خصص منطقة معزولة ومنفردة للجنود الأتراك، ومنعهم من الاختلاط بعامة الناس، ومنعهم من بيع ممتلكاتهم لغيرهم، أو التزاوج من السكان المحليين، بل قام بشراء الجواري لهم ليكونوا مجتمعًا مغلقًا بالكامل. يرى بعض المؤرخون أن هدف المعتصم من ذلك تأسيس جيش محترف بالكامل، لا يرتبط بالمجتمع المدني بأي روابط تشغله عن مهمته العسكرية، وتضمن ولاءه المطلق لشخص الخليفة فقط. اتسعت سامراء بسرعة هائلة، وساهم موقعها على النهر في ازدهار تجارتها مع الموصل والجزيرة. لم يكتفِ المعتصم بالجانب الشرقي من النهر، بل مد العمران إلى الجانب الغربي، وحوله إلى منطقة زراعية خصبة مليئة بالبساتين والقصور الريفية، حتى بلغت إيراداتها الزراعية عشرة ملايين درهم في العام.
ورغم أن سامراء لم تعمر كعاصمة إلا لنحو 56 عامًا ميلاديَّة (221 – 279هـ / 836 – 892م) وجرت فيها وقائع دامية تعرض لها الخلفاء لنحو عشر سنين من قبل الأتراك في فترة تاريخية حرجة عرفت بفوضى سامراء، إلا أن ضخامتها وعظمتها بقيت أثرًا شاهدًا على عهد المعتصم. وكتب الأمير الشاعر عبد الله بن المعتز، الذي نشأ فيها بعد أفول نجمها، متحسرًا على أيامها ومقارنًا إياها ببغداد: «على أنها (سامراء) وإن جُفيت معشوقة السكنى... كوكبها يقظان، وجوها عريان (نقي)، وحصباؤها جوهر، ونسيمها معطر... لا كبلدتكم (بغداد) الوسخة السماء، الومدة الماء والهواء، جوها غبار، وأرضها خبار، وماؤها طين». لكن سنة التاريخ جرت على سامراء، فلم تزل في نقص بعد قوة الأتراك وتحكمهم ، حتى تركها الخليفة المعتضد بالله (حكم 279 – 289هـ / 892 – 902م) نهائيًا وعاد إلى بغداد، فصارت خرابًا وأُهملت بعد كونها أحد أجمل مدن الأرض.

### ازدهار الدولة وطيب العيش
إلى جانب صورته كقائد عسكري شجاع وصاحب بأس شديد، آمن المعتصم بالله بأهمية العمران والتنمية الاقتصادية كأساس لقوة الدولة ورفاهيتها، إذ رأى بأن مشاريع البناء والتطوير تحمل في طياتها خيرًا كبيرًا، مُلخصًا فلسفته بقوله: «إن فيها أمورًا محمودة، فأولها عمران الأرض التي يحيا بها العالم، وعليها يزكو الخراج، وتكثر الأموال، وتعيش البهائم، وترخص الأسعار، ويكثر الكسب، ويتسع المعاش». انعكست هذه الفلسفة في سياسته الاقتصادية العملية والبراغماتية، والتي تجلت بوضوح في توجيهه الشهير لوزيره محمد بن عبد الملك الزيات: «إذا وجدت موضعًا متى أنفقت فيه عشرة دراهم جاءني بعد سنة أحد عشر درهمًا فلا تؤامرني فيه». ورغم أنه لم يكن منشغلاً بالعلم والفلسفة كأخيه المأمون أو أبيه الرشيد، إلا أن تركيزه المطلق على تقوية الجيش كان مدعومًا بهذه النظرة الثاقبة للتنمية، والتي وفرت لدولته الموارد اللازمة لمشاريعها العسكرية الضخمة، وأدت إلى ازدهار اقتصادي ملحوظ خلال فترة حكمه.

### الخراج
امتاز عهد الخليفة المأمون بوجود ثبت (سجل) مالي دقيق لإيرادات الدولة من الخراج، وحافظ المعتصم بالله على هذا السجل ومقدار الجباية فيه دون تغييرات كبيرة، مما يعكس الاستقرار الإداري والاقتصادي الذي ساد فترة حكمه. يوضح الجدول التالي تفاصيل إيرادات الخلافة السنوية من مختلف الولايات في عهده، مقسمة بين الإيرادات بالدرهم الفضي والدينار الذهبي.
| الولاية / الجهة           | مقدار الجباية           |
| الإيرادات بالدرهم الفضي   | الإيرادات بالدرهم الفضي |
| ------------------------- | ----------------------- |
| سواد العراق               | 114,567,650 درهمًا       |
| الأهواز                   | 23,000,000 درهم         |
| فارس                      | 24,000,000 درهم         |
| كرمان                     | 6,000,000 درهم          |
| مكران                     | 1,000,000 درهم          |
| سجستان                    | 1,000,000 درهم          |
| خراسان                    | 37,000,000 درهم         |
| أصبهان                    | 10,500,000 درهم         |
| حلوان                     | 9,000,000 درهم          |
| الماهين                   | 9,800,000 درهم          |
| همذان                     | 1,700,000 درهم          |
| ماسبذان                   | 1,200,000 درهم          |
| مهرجانقذق                 | 1,100,000 درهم          |
| الأيغارين                 | 3,100,000 درهم          |
| قم وقاشان                 | 3,500,000 درهم          |
| أذربيجان                  | 4,000,000 درهم          |
| الري ودماوند              | 20,800,000 درهم         |
| قزوين وزنجان وأبهر        | 1,828,000 درهم          |
| قومس                      | 1,150,000 درهم          |
| جرجان                     | 4,000,000 درهم          |
| طبرستان                   | 4,280,700 درهم          |
| تكريت والطبرهان           | 900,000 درهم            |
| شهرزور والصامغان          | 2,750,000 درهم          |
| الموصل وما إليها          | 6,000,000 درهم          |
| قردي وبازبدي              | 3,300,000 درهم          |
| ديار ربيعة                | 9,625,000 درهم          |
| أرزن وميافارقين           | 4,200,000 درهم          |
| آمد                       | 1,000,000 درهم          |
| ديار مضر                  | 20,200,000 درهم         |
| أعمال طريق الفرات         | 6,000,000 درهم          |
| المجموع بالدرهم           | 314,271,350 درهمًا       |
| الإيرادات بالدينار الذهبي |                         |
| قنسرين والعواصم           | 360,000 دينار           |
| جند حمص                   | 218,000 دينار           |
| جند دمشق                  | 110,000 دينار           |
| جند الأردن                | 109,000 دينار           |
| جند فلسطين                | 295,000 دينار           |
| مصر والإسكندرية           | 2,500,000 دينار         |
| الحرمين                   | 100,000 دينار           |
| اليمن                     | 600,000 دينار           |
| اليمامة والبحرين          | 510,000 دينار           |
| عمان                      | 300,000 دينار           |
| المجموع بالدينار          | 5,102,000 دينار         |

## سياسته الداخلية

### عسكرة الدولة واستكثار الترك
يُعد عهد الخليفة المعتصم بالله نقطة تحول حاسمة في تاريخ الدولة العباسية، ليس فقط بانتصاراته العسكرية الكبرى، بل بسياسة جديدة غيّرت التركيبة العسكرية والاجتماعية للخلافة بشكل جذري، وهي سياسة الاعتماد الشامل والممنهج على الجند الأتراك كقوة ضاربة وركيزة أساسية للدولة. ورغم ترسيخ المعتصم لهذا النهج، إلا أن وجود الأتراك في الدولة الإسلامية له جذور تاريخية أقدم بكثير.

#### الأتراك في العصر الراشدي والأموي والعباسي
بدأ اتصال المسلمين بالأمم التركية في وقت مبكر، منذ عهد الخليفة عثمان بن عفان خلال الفتوحات الأولى في خراسان. وفي العهد الأموي، انخرط الأتراك في الجيوش الإسلامية بأعداد محدودة، وأول من استعان بهم والي خراسان الأموي سعيد بن عثمان بن عفان، واستخدمهم الخليفة عبد الملك بن مروان في قمع بعض الفتن الداخلية.
شارك بعض الأتراك في الثورة دعمًا لأبي مسلم الخراساني في سيطرته الناجحة على المشرق الإسلامي من أيدي الأمويين. ومع قيام الخلافة العباسية، بدأ الخلفاء الأوائل في استخدامهم بشكل فردي في البلاط والجيش، ومن أوائل من استخدمهم في بلاطه هو الخليفة أبو جعفر المنصور، ومنهم حماد التركي، الذي أصبح من كبار حراسه وكلفه بمهام إدارية هامة، وكان أصبهبذ طبرستان يدفع جزءًا من الضريبة للمنصور على هيئة غلمان أتراك. استمر هذا النهج مع خلافة كلًا من المهدي والهادي والرشيد، والذي برز في عهد الأخير قادة أتراك مثل أبي سليم فرج الخادم، الذي عمّر مدينة طرسوس، وخادمه الخاص مسرور الخادم.
شهدت خلافة المأمون تصاعدًا ملحوظًا في استجلاب الأتراك، فقد أولى المأمون اهتمامًا خاصًا بشراء الغلمان الأتراك من بلاد ما وراء النهر، مثل سمرقند وأشروسنة، ودفع فيهم أموالاً طائلة، وأنشأ نظامًا لتسجيل أسمائهم وفرض العطاء لهم وتسهيل قدومهم إلى مركز الخلافة. استخدمهم المأمون بفاعلية في صراعه ضد أخيه الأمين، ووصل عدد من استقدمهم إلى حوالي ثلاثة آلاف غلام، وبرز منهم قادة أصبح لهم شأن كبير، مثل طولون، والد أحمد بن طولون مؤسس الدولة الطولونية (868-905م) تحت التبعية الرمزيَّة للخلافة العباسية لاحقًا، والذي أعجب به المأمون لصلابته الجسدية ورقّاه حتى عينه رئيس حرسه. لم يكن المعتصم أول من استخدم الأتراك، فقد سبقته أجيال من الخلفاء في ذلك، غير أن الفارق الجوهري هو أن استخدامهم قبله محدودًا وانتقائيًا، كأفراد أو وحدات صغيرة ضمن جيش متنوع الأعراق. أما المعتصم، فقد حول هذا الاستخدام المحدود إلى سياسة دولة شاملة، وجعل من الأتراك عنصرًا عسكريًا مهيمنًا، وأسس منهم جيشًا خاصًا به، في خطوة سيكون لها أعمق الأثر على مستقبل الخلافة العباسية.

#### أسباب ودوافع استكثار الترك
مثلت سياسة المعتصم في الاعتماد على الأتراك قطيعة شبه كاملة مع الأسس التي قامت عليها الخلافة العباسية منذ عهد المنصور، والتي اعتمدت على خلق توازن دقيق بين العرب والفرس الخراسانية. لم يكن قرار المعتصم وليد صدفة، بل نتيجة لمجموعة معقدة من الدوافع الشخصية والسياسية والعسكرية. ولعل أولها الدافع الشخصي العميق لدى المعتصم، فالأخير نفسه ابنًا لأم تركية، وهي ماردة بنت شبيب، لينشأ متأثرًا بأخواله، معجبًا بصلابتهم الجسدية وبأسهم العسكري، حتى قيل إنه بتشبهه بهم في مشيتهم. هذه الرابطة الدموية والثقافية جعلته يميل إليهم ويرى فيهم انعكاسًا لطباعه الشخصية التي تقدس القوة العسكرية على الثقافة والمعرفة.
فقد المعتصم الثقة تمامًا بالعنصرين التقليديين اللذين شكلا جيش الخلافة: العرب والخراسانية. أما الفرس الخراسانيون، فقد ساءت العلاقة بهم منذ خلافة أخيه المأمون، وشعر المعتصم بأن ولاءهم أصبح مشوبًا بالطموحات السياسية والقومية، ورأى في تاريخهم المليء بالهيمنة، من أبو مسلم الخراساني إلى البرامكة وآل سهل، خطرًا دائمًا على سلطة الخليفة. وأما العرب، فقد ضعف دورهم كثيرًا بعد هزيمة الأمين، وزاد الطين بلة وقوفهم وميلهم إلى جانب العباس بن المأمون عند توليه الخلافة. رأى المعتصم أن العرب أصبحوا كثيري الثورات والشغب، وفقدوا مقوماتهم العسكرية، فلم يعد يمكن الاعتماد عليهم.
وجد المعتصم ضالته في الأتراك أمام هذا الفراغ، فقد كانوا في نظره العنصر المثالي: جنود أشداء، لا يملكون أي أجندة سياسية أو قومية داخل الدولة، ولاءهم مطلق لشخصه هو الذي جلبهم وأنعم عليهم، وليس للدولة أو لدعوة معينة. اشتهر الأتراك بصفات عسكرية فائقة جعلتهم القوة الضاربة التي يحتاجها المعتصم لمواجهة التمردات الداخلية والخطر الرُّومي الخارجي؛ إذ وُصفوا بالشجاعة، والجرأة، والإقدام، والبراعة الفائقة في الرمي بالسهام من على ظهور الخيل، والصبر على قسوة المعارك.

#### حجم الأتراك وامتيازاتهم
لم تكن سياسة المعتصم مجرد زيادة عددية، بل مشروعًا ضخمًا لبناء جيش جديد بالكامل. فهو يُعد أول خليفة أدخل الأتراك بشكل رسمي في ديوان الجند ومنحهم رواتب ثابتة. بدأ بجمعهم وشرائهم قبل خلافته، فقيل إنه امتلك منهم ثلاثة إلى أربعة آلاف غلام تركي وهو لا يزال أميرًا. وبعد توليه الخلافة، أطلق حملة استجلاب واسعة النطاق، فبعث الوكلاء إلى سمرقند وفرغانة وأشروسنة لشراء آلاف الغلمان، ودفع فيهم أموالاً طائلة، وكان واليه على خراسان، عبد الله بن طاهر، يرسل إليه ألفي غلام تركي سنويًا كجزء من خراج الولاية. تضاربت الروايات في العدد النهائي لهذا الجيش، فقيل إن عددهم بلغ سبعين ألفًا، بحسب الشاعر علي بن الجهم في مدحه للمعتصم:
وتذكر روايات أخرى تباهي المعتصم نفسه بأن في جيشه ثمانين ألف دارع. تميز الجند الترك عن سائر الجند، فألبسهم الخليفة أفخر أنواع الديباج والحلي المُذهبة، وجعل لهم زيًا خاصًا بهم، مما خلق طبقة عسكرية أرستقراطية جديدة، منفصلة عن بقية المجتمع. برز قادة أصبحوا هم أعمدة الدولة وأصحاب النفوذ المطلق من هذا الجيش الجديد، واصطنعهم المعتصم ورفع من أقدارهم فوق كل القادة الآخرين، ومن أشهرهم:
- الأفشين: أمير أشروسنة الذي قاد الحرب ضد بابك الخرمي.
- أشناس: الذي بلغ من مكانته أن أمر المعتصم رجل الدولة الكبير الحسن بن سهل بالترجل والمشي أمامه تقديرًا له، وولاه على مصر واليمن.
- إيتاخ: وكان طباخًا للمعتصم، فرقاه حتى أصبح قائد حرسه وحاجبه، وبلغ من نفوذه أنه كان يمارس سلطته حتى على ولي العهد الواثق.
- وصيف وبغا الكبير: اللذان أصبحا من كبار القادة العسكريين وتوليا مناصب رفيعة.

أحاط المعتصم نفسه بهؤلاء القادة الجدد، وأسقط أسماء العرب من الدواوين، وأبعد الخراسانيين عن دائرة التأثير، وسلم مقاليد القوة العسكرية لهذا العنصر الأجنبي الجديد، في خطوة رغم نجاحها في تحقيق أهدافه العسكرية قصيرة المدى، إلا أنها حملت في طياتها بذور ضعف الدولة العباسية المستقبلي.

#### نتائج سياسة الاعتماد على الأتراك
لم تكن سياسة المعتصم في استكثار الأتراك مجرد تغيير في تركيبة الجيش، بل كانت حدثًا جللًا ألقى بظلاله على كل جوانب الحياة السياسية والاجتماعية في مركز الخلافة، وأدت إلى نتائج حاسمة شكلت مستقبل الدولة العباسية لعقود طويلة، كان أولها وأكثرها مباشرة الصدام الحتمي مع أهل بغداد.

##### الصدام في بغداد وبناء سامراء
كانت بغداد، مدينة السلام وحاضرة الخلافة، أول من عانى من هذا التغيير الديموغرافي المفاجئ. فالأتراك، الذين وصفهم الجاحظ ببدو العجم، لم يكونوا معتادين على حياة المدن المزدحمة، فقد كانوا يركبون خيولهم ويتراكضون في شوارع بغداد وأسواقها بتهور، فيصدمون المارة ويدوسون على الأطفال والشيوخ والنساء، مما أدى إلى حوادث يومية وسقوط قتلى. كان رد فعل أهل بغداد، وخاصة الأبناء عنيفًا. فكانوا إذا رأوا تركيًا صدم امرأة أو شيخًا، يثبون عليه ويقتلونه، وأحيانًا يختطفون بعضهم سرًا ويقتلونهم ثأرًا، فكان الخليفة يرى الواحد من غلمانه خلف الواحد قتيلًا. اشتكى الطرفان إلى المعتصم، لكن المشكلة تفاقمت حتى وصل الأمر بأهل بغداد إلى تهديد الخليفة نفسه، قائلين له: «اخرج عنا وإلا حاربناك». استمر انزعاج الأهالي حتى ركب المعتصم في موكبه يوم عيد، فقام إليه شيخ بغدادي فناداه: «يا أبا إسحاق»، فأراد بعض الجند ضربه، فمنعهم المعتصم وسأل الشيخ عن أمره، فرد الأخير عليه بحدة وقهر، قائلًا: «لا جزاك الله عن الجوار خيرًا، جاورتنا وجئت بهؤلاء العلوج من غلمانك الأتراك، فأسكنتهم بيننا، فأيتمت صبياننا، وأرملت بهم نسواننا، وقتلت رجالنا»، والمعتصم يسمع ذلك حتى انتهى الشيخ من كلامه، فدخل منزله، ولم يُر راكبًا في موكب إلى مثل ذلك اليوم، فخرج، وصلى بالناس العيد، ولم يدخل بغداد، بل سار إلى ناحية القاطول، ولم يرجع إلى بغداد. وأمام هذا الوضع المتفجر، وخوفًا على حياة جنده الأتراك من جهة، ومن تمرد جيش بغداد القديم عليه من جهة أخرى، اتخذ المعتصم قراره التاريخي بالخروج من بغداد وبناء عاصمة جديدة تكون معقلًا له ولجيشه الجديد. عد الصدام في بغداد هو السبب المباشر لميلاد مدينة سامراء سنة 221هـ / 836م.

##### تذمر العرب ومؤامرة العباس
لم يقتصر الاستياء على أهل بغداد، بل شمل العنصر العربي الذي شعر بالتهميش الكامل في عهد المعتصم. فقد أمر الخليفة بإسقاط أسماء العرب كافة من ديوان الجند وقطع أعطياتهم، معتمدًا بالكامل على الأتراك والمغاربة (وهم من أهل حوف مصر واليمن وقيس). أدى هذا التهميش إلى إذكاء نار العداوة، واندلاع ثورات عربية متفرقة قمعها المعتصم بقوة، ولجأ الشعراء إلى الهجاء للتعبير عن سخطهم. بلغ هذا التذمر ذروته في أخطر مؤامرة واجهها المعتصم طوال فترة حكمه، وهي مؤامرة العباس بن المأمون سنة 223هـ / 838م. تزعم المؤامرة، القائد العربي الكبير عجيف بن عنبسة، تعبيرًا عن غضب العنصر العربي الذي رأى انهيار مكانته لصالح الأتراك. هدفت المؤامرة إلى قتل المعتصم وقادته الأتراك، وتنصيب العباس بن المأمون خليفة، وإعادة الاعتبار للعرب في قيادة الجيش والدولة. ورغم فشل المؤامرة، إلا أنها كشفت عن عمق الشرخ الذي أحدثته سياسة المعتصم العسكرية.

#### ندم المعتصم وآثار سياسته
رغم أن المعتصم نجح بقوته وحزمه في السيطرة على جيشه الجديد، إلا أنه أدرك في أواخر أيامه حجم الخطأ الاستراتيجي الذي ارتكبه، ففي حوار صريح ونادر مع واليه المخلص إسحاق بن إبراهيم الخزاعي، تحسر المعتصم قائلاً إن أخاه المأمون اصطنع رجالاً أنجبوا مثل آل طاهر، بينما هو اصطنع رجالاً لم يفلحوا (مثل الأفشين وأشناس). فأجابه إسحاق بجوابه الشهير: «نظر أخوك إلى الأصول فاستعملها، فأنجبت فروعها، واستعمل أمير المؤمنين فروعًا لم تنجب إذ لا أصول لها». تأثر المعتصم بشدة لهذا الجواب، حتى قال: «لمقاساة ما مر بي طول هذه المدة أيسر عليَّ من هذا الجواب».
أدرك المعتصم أنه بنى جيشًا قويًا وشجاعًا، لكنه جيش يفتقر إلى الولاء المتجذر في ثقافة الدولة والمجتمع، وهو ولاء شخصي له قد لا ينتقل بالضرورة إلى خلفائه من بعده. ورغم استطاعته بقوة شخصيته من كبح جماح قادته الأتراك، إلا أنه بوفاته ظهرت بوادر هيمنتهم تدريجيًا. ورث الخلفاء من بعده هذا الجيش القوي دون امتلاكهم القدرة على فرض سلطانهم عليهم، فسرعان ما تحول القادة الأتراك إلى صناع للخلفاء، يعزلون ويقتلون من يشاؤون، لتدخل الخلافة العباسية في عصر من الفوضى وهيمنة الجند لعشرة أعوام حتى تخلص الدولة من رؤوس المتآمرين الترك على الخلفاء في خلافة أحمد المعتمد على الله (حكم 256 – 279هـ / 870 – 892م) وأخيه قائد الجيش العباسي الموفق بالله، في نهاية لفترةٍ تاريخية صعبة تشابهت مع سيطرة الحرس البريتوري على الأباطرة في روما. ورغم أن الدولة تعافت من تسلط الجند الأتراك غير أنها ضعفت لاحقًا في خلافة جعفر المقتدر بالله (حكم 295 – 320هـ / 908 – 932م) حتى مجيء البويهيُّون الفرس إلى بغداد وسيطرتهم على مقاليد الحكم مع بقاء رمزية الخليفة العباسي. انتقد العديد من المؤرخين سياسة المعتصم في تتريك الجيش العباسي، ومنهم المدرس الجامعي المصري محمد الخضري بك، قائلًا: «المعتصم وحده يتحمل تبعة أكثر ما حل بالعباسيين من بعده من اضطراب أمرهم وضعف سلطانهم وما حل بالأمة العربية من غلبة هذا العنصر الغريب على أمرها. لم يكن الرجل بعيد النظر في العواقب وإنما كان شجاعاً جسوراً يحب الشجعان ويعتز بهم مهما كان شأنهم سواء كانت لهم أحساب يحمونها أم ليست لهم أحساب وسواء كان يهمهم شأن الدولة وبقاؤها أم لا؟ وهذا خطأ عظيم يحط بقدر الدول وينزلها من عظمتها». ووصف المؤرخ الغربي غلوب باشا آثار سياسة المعتصم، قائلًا: «وجلب المعتصم إلى قلعة الإمبراطورية جيشًا كاملًا من الأجانب كان كثير منهم لا يتكلم العربية وكانوا إلى حد ما مسلمين .. وإلى يومنا هذا لم يتعاف العرب من الكوارث التي تلت ذلك».

## أسرته

### إخوته
المعتصم بالله هو ثالث أبناء هارون الرشيد، وله أحد عشر أخًا، واثنتا عشر أُختًا من أُمَّهات أُخريات باستثناء شقيقته أم حبيب، وهم:
الذكور:
- محمد الأمين (حكم 193 – 198هـ / 809 – 813م)، وأمه زبيدة بنت جعفر
- عبد الله المأمون (حكم 198–218هـ / 813–833م)، وأمه مراجل الباذغيسية
- القاسم المُؤتمن، وأمه قصف
- أحمد السبتي
- علي، وأمه زبيدة بنت جعفر
- صالح، وأمه رثم
- محمد أبو يعقوب، وأمه شذرة
- محمد أبو عيسى، وأمه عرابة
- محمد أبو العباس، وأمه خبث
- محمد أبو أحمد، وأمه كتمان
- محمد أبو علي، وأمه دواج

الإناث:
- أم حبيب، وأمها ماردة التركية
- سكينة، وأمها قصف
- أروى، وأمها حلوب
- حمدونة
- فاطمة، وأمها غصص
- خديجة، وأمها شجر
- ريطة، وأمها زينة
- أم أبيها، وأمها سكر
- أم سلمة، وأمها رحيق
- أم القاسم، وأمها خزق
- أم علي، وأمها أنيق
- أم الغالية، وأمها سمندل

### جواريه
حظي المعتصم بالله بعدد من الجواري والمحظيات اللاتي اشتهرن بأدبهن ومواهبهن ونلن مكانة خاصة لديه. من أبرزهن جاريته التركية قرة العين المعتصمية، التي اشتراها بعشرة آلاف درهم، وعُرفت كأديبة ماهرة في رواية القصص وإلقاء الشعر، ونالت مكانة رفيعة في قلبه، حتى توفيت لديه في سنة 222هـ / 836م، فجزع عليها المعتصم جزعًا شديدًا. ومن جواريه أيضًا، سكنة التركية، التي أهداها له الشاعر محمود بن الحسن الوراق، وكانت شاعرة ومغنية وعازفة موهوبة أصبحت من محظياته لفترة طويلة. أما قيم الهاشمية، فكانت من مُوَلَّدات البصرة، وكانت متزوجة ولها أولاد قبل شرائها من المعتصم من سيدها مقابل ثلاثين ألف درهم لجمالها وأدبها، وأصبحت كذلك من محظياته المقربات.

### ذريته
خلف المعتصم بالله سبعة عشر ولدًا، تسعة ذكور، وثماني إناث، عُرف منهم:
- هارون الواثق بالله (حكم 227 – 232هـ / 842 – 847م)، وأمه قراطيس الرُّومية
- جعفر المتوكل على الله (حكم 248 – 252هـ / 862 – 866م)، وأمه شُجاع الخوارزميَّة
- محمد الأكبر (والد أحمد المستعين بالله: حكم (حكم 248 – 252هـ / 862 – 866م))
- محمد الأصغر، المعروف بأبو أحمد الأعور
- علي، وأمه ابنة بابك الخُرَّمي
- إبراهيم، وأمه ابنة بابك الخرمي
- أحمد
- العباس الأعرج
- عبد الله، وأمه أمَة سوداء

## صفاته

### صفته الخلقية
وُصف المعتصم ببياض البشرة ومُشربًا بحمرة، وذو لحية صهباء طويلة، مربوع القامة، وحسن العينين.

### ألقابه
لُقِّب المُعْتَصِم كغيره من خلفاء بني العباس بلقبه الرسمي المُعْتَصِم بالله، حين أطلق الوالي عبد الله بن طاهر عليه لقب المُعتصم حين بايعه على الخلافة، ولُقِّب المعتصم أيضًا بلقبين آخرين في حياته يدلان على قوته الجسدية وبأسه وهما: السَّبَّاع، لكونه يصيد السباع بيده، والبيطار، لصيده حمر الوحش ومن ثم يضع الحديد في أرجلها ثم يطلقها. ولُقِّب في مدح الشاعر مروان بن أبي حفصة الأموي بـ معصوم أُمَّته ولقب آخر معروف بـ خليفة الله (وهي من ألقاب الخُلفاء) قائلًا:

#### ارتباطه بالرقم ثمانية
اشتُهر المُعتصم بلقب فريد وخاص به هو المُثَمَّن، وذلك لكثرة ارتباط الرقم ثمانية بسيرته وحياته بشكل لافت، حتى تناقل المؤرخون هذه المصادفات وأفردوا لها ذكرًا خاصًا. ومنها ما فصَّلهُ المُؤرخ ابن الجوزي حول ارتباطه بالرقم ثمانية، قائلًا: «المعتصم بالله أبو إسحاق محمد بن الرشيد، ولد بالخلد في سنة ثمانين
ومائة، في الشهر الثامن، وهو ثامن الخلفاء، والثامن من ولد العباس، وفتح ثمانية فتوح، وولد له ثمانية بنين، وثماني بنات، ومات بالخاقاني من سر من رأى، وكان عمره ثمانيًا وأربعين سنة، وخلافته ثماني سنين .. وخلف من العين ثمانية آلاف ألف دينار ومثلها ورقًا، وتوفي لثمان بقين من ربيع الأول .. وفتح ثمانية فتوح: بلاد بابك على يد الأفشين، وفتح عمورية بنفسه، والزط بعجيف، وبحر البصرة، وقلعة الأحراف، وأعراب ديار ربيعة، والشاري، وفتح مصر، وقتل ثمانية أعداء: بابك، ومازيار، وباطس، ورئيس الزنادقة، والأفشين، وعجيفًا، وقارن وقائد الرافضة». وبالغ بعضهم بقوله: «وخلف من الذھب ثمانیة آلاف ألف دینار، ومن الدراھم مثلھا وثمانین ألف فرس، وثمانین ألف جمل وبغل، وثمانیة آلاف عبد، وثمانیة آلاف جارية، ومن الممالیك ثمانیة عشر ألف مملوك وبنى ثمانیة قصور وثمانین ألف خیمة ومات عن ثمانمائة حظیة وكان طالعه العقرب، وھو ثامن برج».
أثارت  هذه الروايات المتعلقة بالرقم ثمانية وتعدد وجوهها اهتمام بعض الباحثين والمؤرخين وتحفظ غيرهم، فبينما قبلها بعضهم على أنها من عجائب الاتفاق والمُسلَّمات الغريبة، شكك آخرون في صحتها، ورأوا كثرة المبالغة والتكلف في زيادتها. ومن بين عدم دقة بعض المذكورين هو أن أولاده الذكور تسعة. يعلق الباحث زياد اذويب على ذلك بقوله إن المؤرخين ربما تكلفوا عناء زيادة هذه الوجوه أو نقصانها للتدليل على لقب المُثَمَّن وترسيخه، فوصل بهم الأمر إلى حد المبالغة حتى تجاوزت الأوجه اثني عشر أو ثلاثة عشر وجهًا حسب بعض المتأخرين. ومن المُشككين المؤرخ اليافعي مُعلقًا بعد سردها: «هكذا قيل في التواريخ، فإن صح هذا فهو من جملة العجائب».

### أخلاقه
أظهرت المصادر التاريخية صورة متعددة الأوجه لشخصية الخليفة المعتصم بالله، فخلف صورة القائد العسكري الحازم والبطل الفاتح المنتشرة عنه، جمع المعتصم بين الكرم والتواضع الشديدين، وبين الشدة والغضب المهيب، بالإضافة إلى حكمة وعمق في التفكير أحيانًا حسب المواقف.

#### كرمه وعدله
يُعد الكرم من أبرز صفات المعتصم، فقد ذكر قاضي القضاة أحمد بن أبي دؤاد أن مجموع ما أنفقه المعتصم على يده في الصدقات والهبات بلغ مئة ألف ألف درهم. ولم يكن كرمه ماديًا فحسب، بل كان يحمل طابعًا شخصيًا وحنونًا. يروي ابن أبي دؤاد أنه حين صحب المعتصم في حصار عمُّورية، سأله الخليفة عن رأيه في البُسْر (التمر قبل نضجه)، فأجاب ابن أبي دؤاد بأنهم في بلاد الروم والبسر في العراق، فرد عليه المعتصم: «صدقت، قد وجهت إلى مدينة السلام، فجاءوا بكباستين (عذقين من التمر)، وعلمت أنك تشتهيه». ثم أمر بإحضار أحد العذقين، وقبض المعتصم عليه بيده ومد ذراعه قائلاً: «كُل بحياتي عليك من يدي». رفض ابن أبي دؤاد في البداية حرجًا من هيبة الخليفة ومقامه، قائلًا: «جعلني الله فداك يا أمير المؤمنين بل تضعها فآكل كما أريد»، فأصر المعتصم وبقي حاسرًا عن ذراعه ومادًا يده حتى أكل ابن أبي دؤاد العذق بأكمله. ويتصل بكرمه حسه العالي بالمسؤولية تجاه جميع رعيته، فقد استجاب لطلب ابن أبي دؤاد وصرف ألفي ألف درهم لأهل الشاش (في ولاية بلاد ما وراء النهر) لإصلاح نهر لهم اندفن، فمازحه المعتصم قائلًا: «ما لي ولك، تأخذ مالي لأهل الشاش وفرغانة!» كناية عن بُعد المكان، ليجيبه ابن أبي دؤاد بأنهم جميعًا رعيته والأقصى والأدنى في نظر الإمام سواء، فسلم المعتصم بذلك. ولم يكن سخيًا في شيء قدر سخائه في الإنفاق على شؤون الحرب والجيش، فقد كانت القوة العسكرية هي الأولوية المطلقة لديه.

#### تواضعه وبساطته
كان المعتصم يُعرف بتواضعه الشديد ولين جانبه مع المقربين منه رغم هيبته كخليفة. يروي والي بغداد إسحاق بن إبراهيم الخزاعي أن الخليفة دعاه يومًا للعب الصوالجة، وأصر على ارتداء إسحاق نفس لباسه الفاخر. فدخلا الميدان وضربا ساعة على فرس محلاة بحلية الذهب، ثم وبعد انتهائهما من الصوالجة، أسر المعتصم له بقصر نظره مقارنة بأخيه الراحل المأمون في اصطناع الرجال والقادة. عد هذا التصرف النادرعن رغبة المعتصم في كسر الحواجز الرسمية ومعاملة خاصته كأنداد له في مجالسه الخاصة. أشار ابن أبي دؤاد خلال مرافقته للخليفة في السفر، بمرافقة بعض قادته للتنويع والراحة، قائلًا: «يا أمير المؤمنين، لو زاملك بعض مواليك وبطانتك فاسترحت مني إليهم مرة، ومنهم إلى مرة أخرى، كان ذلك أنشط لقلبك، وأطيب لنفسك، وأشد لراحتك»، فوافق المعتصم لكنه اختار ركوب بغلة منفردًا، وظل يسير بمحاذاة بعير ابن أبي دؤاد ليتحدث معه. وحين وصلا إلى وادٍ لا يعرفان غوره، تقدم المعتصم بنفسه لاستكشاف عمق المياه وأكثر الأماكن أمانًا للعبور، وقال لابن أبي دؤاد: «اتبع أنت موضع سيري» فمرة ينحرف عن يمينه ومرة عن شماله وابن أبي دؤاد متبع لأثره، في تصرف يعكس تواضع المعتصم وشعوره بالمسؤولية كقائد ميداني وحماية خاصته وتقديمهم على حياته. على النقيض من تواضعه ولين جانبه، كان المعتصم إذا غضب يتحول إلى شخص آخر، حتى قيل أنه «إذا غضب لا يبالي من قتل ولا ما فعل»، مما يدل على طبع حاد وناري يخشاه الجميع. انعكست هذه الطبيعة العملية والحازمة على اهتماماته، فلم يكن يميل إلى تزيين البناء والقصور، بل كانت غايته دائمًا إحكام البناء وقوته.

#### أدبه وشعره
لم يكن المعتصم عالمًا أو فيلسوفًا كأخيه المأمون، ورغم قلة تعليمه وثقافته، لكنه امتلك حسًا أدبيًا رفيعًا وتقديرًا كبيرًا للبلاغة، وصاحب حكمة وعمق في التفكير. يروي الموسيقي الشهير إسحاق الموصلي سؤال المعتصم عن رأيه في قينة (مغنية) كان المعتصم معجبًا به وتغني عنده في مجلس طربه، فأجابه إسحاق بوصف بليغ قال فيه: «يا أمير المؤمنين، أراها تقهره بحذق وتختله برفق، ولا تخرج من شيء إلا إلى أحسن منه، وفي صوتها قطع شذور أحسن من نظم الدر على النحور». أُعجب المعتصم بوصف إسحاق أكثر من إعجابه بالقينة والغناء نفسه، قائلًا: «يا إسحاق، لصفتك لها أحسن منها ومن غنائها»، ثم التفت لابنه هارون وقال له: «اسمع هذا الكلام»، طلبًا في تعلمه لحسن الإلقاء والكلام. نُقلت عن المعتصم بعض الأقوال الحكيمة، منها قوله: «إذا نصر الهوى بطل الرأي». كان المعتصم ينظم الشعر ولم يكن من فحولها، ويستشير فيه أهل الخبرة. ومن شعره المنظم في مدح غلام له أحسن القتال في إحدى المعارك:
ومن شعره أيضًا الذي يدل على ميله للفروسية والحرب:
ومن شعره في حب جواريه، أنشد قائلًا:
ويُظهر هذا الجانب من شخصيته تأثره ببيئته العربية في حب الأدب وقول الشعر، وإن غلبت عليه ثقافته العسكرية المستمدة من أخواله الأتراك وتوجهاته الشخصية.

### فهرس المنشورات
بالعربية
1. ↑  الطبري (2004)، ص. 1878.
2. ↑  ابن الأثير (2005)، ص. 970.
3. ↑  ابن العمراني (1999)، ص. 104.
4. ↑  المسعودي (2005)، ج. 4، ص. 39.
5. 1 2  ابن الجوزي (1995)، ج. 11، ص. 25.
6. ↑  البغدادي (2001)، ج. 4، ص. 547.
7. 1 2  ابن الأثير (2005)، ص. 969.
8. ↑  الباز (2007)، ص. 565-566.
9. 1 2  الخضري (2003)، ص. 216.
10. ↑  اذويب (2013)، ص. 17-21.
11. 1 2  الباز (2007)، ص. 566.
12. ↑  اذويب (2013)، ص. 17.
13. ↑  الدوري (1997)، ص. 176-177.
14. ↑  ابن الجوزي (1995)، ج. 11، ص. 27.
15. ↑  ابن الأثير (2005)، ص. 876.
16. ↑  ابن الكازروني (1970)، ص. 130.
17. ↑  الطبري (2004)، ص. 1721-1722.
18. ↑  إلهامي (2013)، ص. 481-482.
19. 1 2  ابن الأثير (2005)، ص. 935.
20. ↑  اليعقوبي (2010)، ج. 2، ص. 394-395.
21. ↑  الأزدي (1967)، ص. 341.
22. ↑  ابن الأثير (2005)، ص. 913-914.
23. ↑  ابن الأثير (2005)، ص. 916-921.
24. ↑  ابن الأثير (2005)، ص. 922.
25. ↑  الأزدي (1967)، ص. 352.
26. ↑  ابن الأثير (2005)، ص. 925-926.
27. ↑  اذويب (2013)، ص. 34.
28. ↑  المغربي (1955)، ج. 1، ص. 48.
29. ↑  الكاتب (2002)، ص. 167.
30. ↑  النحاس (1990)، ص. 212.
31. ↑  الطبري (2004)، ص. 1808-1810.
32. ↑  ابن الأثير (2005)، ص. 936-937.
33. ↑  ابن الأثير (2005)، ص. 937.
34. ↑  الطبري (2004)، ص. 1811.
35. ↑  الطبري (2004)، ص. 1812.
36. ↑  ابن الأثير (2005)، ص. 938.
37. 1 2 3  ابن الأثير (2005)، ص. 939.
38. ↑  الطبري (2004)، ص. 1815.
39. 1 2  الكندي (1908)، ص. 188.
40. ↑  الكندي (1908)، ص. 189-190.
41. ↑  الكندي (1908)، ص. 189.
42. ↑  نصار (2002)، ص. 69-70.
43. ↑  الكندي (1908)، ص. 193.
44. ↑  اذويب (2013)، ص. 36-37.
45. 1 2  ابن الأثير (2005)، ص. 944.
46. ↑  ابن كثير (2004)، ص. 1594.
47. ↑  الدينوري (1960)، ص. 401.
48. ↑  زرازير (2022)، ص. 116.
49. ↑  الطبري (2004)، ص. 1825.
50. 1 2  طقوش (2009)، ص. 145.
51. 1 2  خليفة (1931)، ص. 136.
52. ↑  اذويب (2013)، ص. 37.
53. ↑  اذويب (2013)، ص. 38.
54. ↑  اذويب (2013)، ص. 39.
55. ↑  اذويب (2013)، ص. 41.
56. ↑  الطبري (2004)، ص. 1832.
57. ↑  اذويب (2013)، ص. 45.
58. 1 2 3 4  ابن الأثير (2005)، ص. 947.
59. ↑  اذويب (2013)، ص. 46.
60. 1 2  الطبري (2004)، ص. 1833.
61. 1 2  الطبري (2004)، ص. 1834.
62. ↑  الدوري (1997)، ص. 187.
63. 1 2  اليعقوبي (2010)، ج. 2، ص. 431.
64. 1 2  ابن الأثير (2005)، ص. 947-948.
65. ↑  الطبري (2004)، ص. 1835.
66. 1 2  إلهامي (2013)، ص. 565.
67. ↑  اذويب (2013)، ص. 91.
68. ↑  اذويب (2013)، ص. 92.
69. ↑  اذويب (2013)، ص. 53.
70. ↑  اذويب (2013)، ص. 54.
71. ↑  اذويب (2013)، ص. 55.
72. ↑  اذويب (2013)، ص. 58.
73. ↑  اذويب (2013)، ص. 59.
74. ↑  اذويب (2013)، ص. 60.
75. 1 2 3  اذويب (2013)، ص. 62.
76. ↑  اذويب (2013)، ص. 63.
77. ↑  اذويب (2013)، ص. 65.
78. ↑  اذويب (2013)، ص. 66.
79. ↑  اذويب (2013)، ص. 67-68.
80. 1 2 3  ابن الأثير (2005)، ص. 948.
81. ↑  طقوش (2009)، ص. 132.
82. ↑  طقوش (2009)، ص. 133.
83. ↑  ابن الأثير (2005)، ص. 940.
84. 1 2  الخضري (2003)، ص. 186.
85. ↑  ابن الأثير (2005)، ص. 949.
86. ↑  ابن الأثير (2005)، ص. 951.
87. 1 2  ابن الأثير (2005)، ص. 953.
88. ↑  ابن الأثير (2005)، ص. 955.
89. 1 2  ابن الأثير (2005)، ص. 956.
90. ↑  ابن الأثير (2005)، ص. 957.
91. ↑  الطبري (2004)، ص. 1852-1853.
92. 1 2 3  الخضري (2003)، ص. 227-228.
93. 1 2 3  الطبري (2004)، ص. 1852.
94. ↑  مسكويه (2000)، ج. 4، ص. 221.
95. 1 2  الدوري (1997)، ص. 195.
96. ↑  اليعقوبي (2010)، ج. 2، ص. 436.
97. ↑  الخضري (2003)، ص. 227.
98. ↑  الطبري (2004)، ص. 1853.
99. 1 2 3  الخضري (2003)، ص. 228.
100. ↑  الطبري (2004)، ص. 1853-1854.
101. ↑  الطبري (2004)، ص. 1855-1856.
102. ↑  الطبري (2004)، ص. 1856.
103. ↑  الطبري (2004)، ص. 1857.
104. ↑  الخضري (2003)، ص. 229-230.
105. ↑  إلهامي (2013)، ص. 571-572.
106. ↑  الطبري (2004)، ص. 1858.
107. ↑  زرازير (2022)، ص. 124.
108. 1 2  إلهامي (2013)، ص. 573.
109. 1 2  ابن الأثير (2005)، ص. 960.
110. ↑  الطبري (2004)، ص. 1860.
111. 1 2  ابن الأثير (2005)، ص. 961.
112. ↑  ابن خلدون (2000)، ج. 3، ص. 331.
113. 1 2  إلهامي (2013)، ص. 574.
114. ↑  الطبري (2004)، ص. 1862.
115. 1 2  الطبري (2004)، ص. 1863.
116. ↑  الطبري (2004)، ص. 1864.
117. ↑  الطبري (2004)، ص. 1865.
118. ↑  إلهامي (2013)، ص. 576.
119. 1 2 3 4  الطبري (2004)، ص. 1871.
120. 1 2 3  الطبري (2004)، ص. 1870.
121. 1 2 3 4  فوزي (2009)، ص. 277.
122. ↑  الطبري (2004)، ص. 1872.
123. ↑  الطبري (2004)، ص. 1872-1873.
124. ↑  الطبري (2004)، ص. 1873-1875.
125. 1 2 3  الطبري (2004)، ص. 1876.
126. 1 2 3 4 5 6 7  الطبري (2004)، ص. 1877.
127. ↑  إلهامي (2013)، ص. 579.
128. ↑  إلهامي (2013)، ص. 579-580.
129. ↑  إلهامي (2013)، ص. 580.
130. ↑  إلهامي (2013)، ص. 581.
131. ↑  إلهامي (2013)، ص. 581-582.
132. ↑  إلهامي (2013)، ص. 583.
133. ↑  الخضري (2003)، ص. 230.
134. ↑  الخضري (2003)، ص. 225-227.
135. 1 2  اذويب (2013)، ص. 97-98.
136. ↑  اذويب (2013)، ص. 93.
137. ↑  اذويب (2013)، ص. 94.
138. ↑  اذويب (2013)، ص. 96.
139. 1 2  اذويب (2013)، ص. 97.
140. 1 2  اذويب (2013)، ص. 99.
141. ↑  اذويب (2013)، ص. 101.
142. 1 2  الدوري (1997)، ص. 177.
143. ↑  اذويب (2013)، ص. 102.
144. ↑  اذويب (2013)، ص. 103.
145. ↑  اذويب (2013)، ص. 98.
146. ↑  الدوري (1997)، ص. 179.
147. ↑  اذويب (2013)، ص. 100.
148. ↑  الخضري (2003)، ص. 220.
149. ↑  الخضري (2003)، ص. 223.
150. ↑  اذويب (2013)، ص. 106.
151. 1 2  اذويب (2013)، ص. 108.
152. ↑  ابن الأثير (2005)، ص. 950.
153. ↑  اذويب (2013)، ص. 107.
154. ↑  اذويب (2013)، ص. 112.
155. ↑  اذويب (2013)، ص. 114.
156. ↑  اذويب (2013)، ص. 123.
157. ↑  اذويب (2013)، ص. 124.
158. ↑  الخضري (2003)، ص. 251-347.
159. ↑  الخضري (2003)، ص. 224.
160. ↑  غلوب باشا، ص. 504.
161. ↑  الطبري (2004)، ص. 1711.
162. ↑  حسن (2013)، ص. 94.
163. ↑  حسن (2013)، ص. 95.
164. 1 2  اذويب (2013)، ص. 33.
165. 1 2  ابن حزم (1983)، ص. 24-25.
166. ↑  ابن البطريق (1905)، ص. 60.
167. 1 2  اذويب (2013)، ص. 7.
168. ↑  الثعالبي (1867)، ص. 49.
169. ↑  فوزي (1977)، ص. 226-233.
170. 1 2  اذويب (2013)، ص. 5.
171. ↑  ابن الجوزي (1995)، ج. 11، ص. 25-26.
172. ↑  اليافعي (1997)، ج. 2، ص. 71.
173. ↑  الطبري (2004)، ص. 1877-1878.
174. ↑  الطبري (2004)، ص. 1878.
175. ↑  اذويب (2013)، ص. 20-21.

بالإنجليزية
1. ↑  Muir (1892), p. 508.
2. ↑  Muir (1892), p. 512.
3. ↑  Muir (1892), p. 512-513.
4. ↑  Muir (1892), p. 513.

### فهرس الوب
1. ↑  محمد حسين الشيخ (11 سبتمبر 2022). "أسطورة «وامعتصماه»: غزو عمورية لم يقع بسبب صرخة امرأة مظلومة". إضاءات. مؤرشف من الأصل في 2025-05-17. اطلع عليه بتاريخ 2025-07-28.
2. ↑  "السيف أصدق أنباء من الكتب". الديوان. مؤرشف من الأصل في 2024-12-08. اطلع عليه بتاريخ 2025-07-27.

### معلومات المنشورات كاملة
الكتب مرتبة حسب تاريخ النشر
بالعربية
- أبو منصور الثعالبي (1867)، لطائف المعارف، تحقيق: بيتر دي جونغ، ليدن: مطبعة بريل، OCLC:978667531، QID:Q135334866
- الديار بكري (1884)، تاريخ الخميس في أحوال أنفس النفيس (ط. 1)، القاهرة: مطبعة عثمان عبد الرزاق، OCLC:4770384722، QID:Q126708594{{استشهاد}}:  صيانة الاستشهاد: ref duplicates default (link)
- المسعودي (1893)، التنبيه والأشراف، ليدن: مطبعة بريل، OCLC:4770144063، QID:Q126077496{{استشهاد}}:  صيانة الاستشهاد: ref duplicates default (link)
- ابن الطقطقي (1899)، الفخري في الآداب السلطانية والدول الإسلامية، القاهرة: شركة طبع الكتب العربية، OCLC:4769993811، QID:Q126075819{{استشهاد}}:  صيانة الاستشهاد: ref duplicates default (link)
- سعيد بن البطريق (1905)، التاريخ المجموع على التحقيق والتصديق، بيروت: المطبعة الكاثوليكية، OCLC:784448621، QID:Q135239045
- الكندي (1908)، الولاة وكتاب القضاة، بيروت: المطبعة الكاثوليكية، OCLC:4771078436، QID:Q135267934{{استشهاد}}:  صيانة الاستشهاد: ref duplicates default (link)
- حسن خليفة (1931)، الدولة العباسية: قيامها وسقوطها (ط. 1)، القاهرة: المطبعة الحديثة، OCLC:4770488803، QID:Q106997581
- ابن سعيد المغربي (1955)، المغرب في حلى المغرب، تحقيق: شوقي ضيف (ط. 3)، القاهرة: دار المعارف، OCLC:23521312، QID:Q135275268
- أبو حنيفة الدينوري (1960)، الأَخبار الطِّوال، تراثنا، مراجعة: جمال الدين الشيال. تحقيق: عبد المنعم عامر (ط. 1)، القاهرة: وزارة الثقافة المصرية، OCLC:4769994321، QID:Q114787319
- ابن الساعي (1960)، نساء الخلفاء: جهات الأئمة الخلفاء من الحرائر والإماء، ذخائر العرب (28)، تحقيق: مصطفى جواد، القاهرة: دار المعارف، OCLC:953069400، QID:Q123371389{{استشهاد}}:  صيانة الاستشهاد: ref duplicates default (link)
- أبو زكريا الأزدي (1967)، تاريخ الموصل، تحقيق: علي حبيبة، القاهرة: لجنة إحياء التراث الإسلامي، OCLC:20745459، QID:Q126478852
- ظهير الدين الكازروني (1970)، مختصر التاريخ من أول الزمان إلى منتهى دولة بني العباس، تحقيق: مصطفى جواد، سالم الآلوسي، بغداد: المؤسسة العامة للطباعة، OCLC:4771288367، QID:Q125826463
- فاروق عمر فوزي (1977)، بحوث في التاريخ العباسي (ط. 1)، بيروت: دار القلم، OCLC:4771383564، QID:Q125923557
- ابن حزم الأندلسي (1983)، جمهرة أنساب العرب، بيروت: دار الكتب العلمية، OCLC:22896260، QID:Q133821629
- أبو جعفر النحاس (1990)، صناعة الكتاب، تحقيق: بدر أحمد ضيف (ط. 1)، بيروت: دار العلوم العربية، OCLC:25665764، QID:Q135275369
- أبو الفرج بن الجوزي (1995)، المنتظم في تاريخ الملوك والأمم، تحقيق: محمد عبد القادر عطا، مصطفى عبد القادر عطا، نعيم زرزور (ط. 2)، بيروت، OCLC:1222468306، QID:Q125912514{{استشهاد}}:  صيانة الاستشهاد: مكان بدون ناشر (link)
- البلاذري (1996)، جمل من كتاب أنساب الأشراف، تحقيق: سهيل زكار، رياض زركلي، بيروت: دار الفكر للطباعة والنشر والتوزيع، OCLC:122969004، QID:Q114665392{{استشهاد}}:  صيانة الاستشهاد: ref duplicates default (link)
- شمس الدين الذهبي (1996)، سير أعلام النبلاء، تحقيق: شعيب الأرنؤوط (ط. 11)، بيروت: مؤسسة الرسالة، OCLC:49724069، QID:Q124255462
- اليافعي (1997)، مرآة الجنان وعبرة اليقظان في معرفة ما يعتبر من حوادث الزمان (ط. 1)، بيروت: دار الكتب العلمية، OCLC:4770226939، QID:Q135237684{{استشهاد}}:  صيانة الاستشهاد: ref duplicates default (link)
- عبد العزيز الدوري (1997)، العصر العباسي الأول: دراسة في التاريخ السياسي والإداري والمالي (ط. 3)، بيروت: دار الطليعة للطباعة والنشر، OCLC:4770054541، QID:Q126953283
- أندري كلو (1997)، هارون الرشيد وعصره، ترجمة: محمد الرزقي، تونس: دار سراس للنشر، OCLC:4770214492، QID:Q124425082
- ابن العمراني (1999)، الإنباء في تاريخ الخلفاء، تحقيق: قاسم السامرائي (ط. 1)، القاهرة: دار الآفاق العربية، OCLC:41180859، QID:Q56367172{{استشهاد}}:  صيانة الاستشهاد: ref duplicates default (link)
- مسكويه (2000)، تجارب الأُمم وتعاقُب الهمم، تحقيق: أبو القاسم إمامي (ط. 2)، طهران: دار سروش، OCLC:914343054، QID:Q114785529{{استشهاد}}:  صيانة الاستشهاد: ref duplicates default (link)
- حسني أحمد علي العباسي (2000). الأساس في أنساب بني العباس. تحقيق: أحمد عمر هاشم، حسين يوسف دويدار، محمد عبد الحميد راغب (ط. 1). القاهرة: دار ركابي للنشر. ISBN:978-977-6007-01-7. OCLC:45698005. OL:20771168M. QID:Q123463845.
- ابن خلدون (2001)، تاريخ ابن خلدون، تحقيق: خليل شحادة، بيروت: دار الفكر للطباعة والنشر والتوزيع، OCLC:4771121968، QID:Q113632106{{استشهاد}}:  صيانة الاستشهاد: ref duplicates default (link)
- الخطيب البغدادي (2001)، تاريخ بغداد، تحقيق: بشار عواد معروف (ط. 1)، بيروت: دار الغرب الإسلامي، OCLC:49659164، QID:Q114815356
- أبو الحسن الروحي (2001)، بلغة الظرفاء في ذكرى تواريخ الخلفاء، تحقيق: محمد زينهم محمد، القاهرة: مكتبة الثقافة الدينية، OCLC:4770126693، QID:Q126696491
- عماد الدين الكاتب (2002)، البستان الجامع لجميع تواريخ أهل الزمان، بيروت: المكتبة العصرية، OCLC:1227806505، QID:Q135275559
- ابن إسفنديار (2002)، تاريخ طبرستان، ترجمة: أحمد محمد نادى، القاهرة: المشروع القومي للترجمة، OCLC:745363020، QID:Q127225035{{استشهاد}}:  صيانة الاستشهاد: ref duplicates default (link)
- حسين نصار (2002)، الثورات الشعبية في مصر الإسلامية (ط. 2)، القاهرة: مكتبة الدراسات الشعبية، QID:Q124398383
- جلال الدين السيوطي (2003)، تاريخ الخلفاء (ط. 1)، بيروت: دار ابن حزم، QID:Q123424538
- محمد الخضري بك (2003). الدولة العباسية. مراجعة: نجوى عباس. القاهرة: مؤسسة المختار للنشر. ISBN:978-977-5283-97-9. OCLC:54844608. OL:31601253M. QID:Q123224571.
- ابن كثير الدمشقي (2004)، البداية والنهاية، تحقيق: أبو صهيب الكرمي (ط. 1)، لبنان: بيت الأفكار الدولية، OCLC:1014077365، QID:Q123368203
- محمد بن جرير الطبري (2004). تاريخ الأمم والملوك، تاريخ الطبري: طبعة مقدم لها بتوضيح في أسانيد الطبري وبيان المؤاخذات عليها، وصححت النسخة على أصح النسخ الموجودة، وخدمت بفهارس للآيات وفهارس للأحاديث، وفهارس للموضوعات. مراجعة: أبو صهيب الكرمي. عَمَّان: بيت الأفكار الدولية. ISBN:978-9957-21-152-3. OCLC:956977290. QID:Q123224476.
- المسعودي (2005). مُرُوج الذهب ومعادن الجوهر. مراجعة: كمال حسن مرعي (ط. 1). صيدا، بيروت: المكتبة العصرية. ISBN:9953-34-317-9. OCLC:4770827273. OL:57501172M. QID:Q116270317.{{استشهاد بكتاب}}:  صيانة الاستشهاد: ref duplicates default (link)
- ابن الأثير الجزري (2005)، الكامل في التاريخ، مراجعة: أبو صهيب الكرمي، عَمَّان: بيت الأفكار الدولية، OCLC:122745941، QID:Q123225171
- محمد سهيل طقوش (2009). تاريخ الدولة العبَّاسيَّة (ط. 7). بيروت: دار النفائس للطباعة والنشر والتوزيع. ISBN:978-9953-18-045-8. OCLC:915153412. QID:Q107182076.
- فاروق عمر فوزي (2009)، الخلافة العباسية عصر القوة والازدهار: الجزء الأول (ط. 3)، عَمَّان: دار الشروق للنشر والتوزيع، OCLC:1227679207، QID:Q135225036
- اليعقوبي (2010)، تاريخ اليعقوبي، تحقيق: عبد الأمير مهنا، بيروت، OCLC:759863356، QID:Q126721512{{استشهاد}}:  صيانة الاستشهاد: ref duplicates default (link) صيانة الاستشهاد: مكان بدون ناشر (link)
- ابن أبي الربيع (2010)، سلوك المالك في تدبير الممالك، الرياض: دار العاذرية، OCLC:4770266635، QID:Q135224979{{استشهاد}}:  صيانة الاستشهاد: ref duplicates default (link)
- سولاف فيض الله حسن (2013). دور الجواري والقهرمانات في دار الخلافة العباسية (ط. 1). دمشق: صفحات للدراسات والنشر والتوزيع. ISBN:978-9933-495-13-8. OCLC:6914266520. OL:43175027M. QID:Q125689500.
- محمد إلهامي (2013)، العباسيون الأقوياء: رحلة العباسيين منذ بداية الثورة وحتى نهاية عصرهم الذهبي، رحلة الخلافة العباسية (1) (ط. 1)، القاهرة: مؤسسة اقرأ، OCLC:908114750، QID:Q126202684
- أمل محي الدين الكردي (2014)، دور النساء في الخلافة العباسية، عَمَّان: دار اليازوري، QID:Q125997403

بالإنجليزية
- William Muir (1892), The Caliphate: Its Rise, Decline, and Fall (بالإنجليزية) (2nd ed.), London: Religious Tract Society, OCLC:42761609, QID:Q135278526

المقالات المحكمة
- بهجة كامل عبد اللطيف (2002). "المعتصم بالله الخليفة العباسي القائد المجاهد". مجلة الآداب. ج. 58: 68–97. ISSN:1994-473X. QID:Q134438570.
- السيد أحمد الباز (2007). "المعتصم بالله آخر الخلفاء العظام من بني العباس: (218 - 227هـ / 833 - 841م)". مجلة کلیة اللغة العربیة بالمنصورة. ج. 5 ع. 26: 561–594. ISSN:2357-0679. QID:Q135222027.
- محمود زرازير (2022)، دور المسكوكات في توثيق الصراع بين العباس بن المأمون والمعتصم، محمود زرازير (جامعة الفيوم، العدد 5، 2022)، جامعة الفيوم، QID:Q123990834
- زكريا هاشم أحمد الخضر (2023). "قصور الخليفة المعتصم بالله في مدينة سامراء العباسية في ضوء المصادر التاريخية". كلية الآداب جامعة سامراء. ج. 10 ع. 34: 157–178. QID:Q135222088.

أطاريح
- زياد زعل علي اذويب (2013)، الخلیفة المعتصم العباسي والتصدي للمشكلات الداخلیة (218 – 227ھـ / 833- 842 م)، إشراف: خلقي خنفر، الخليل: جامعة الخليل، ص. 1–335، QID:Q135222200

| مُحمَّد المُعتصم باللهالخلافة العبَّاسيةولد: 10 شعبان 180هـ / 18 أكتوبر 796م توفي: 18 ربيع الأوَّل 227هـ / 5 يناير 842م |                                                                           |                         |
| ألقاب سُنيَّة |                                                                           |                         |
| سبقه عبد الله المأمون                                                                                           | أمير المؤمنين 18 رجب 218 – 18 ربيع الأوَّل 227هـ 9 أغسطس 833 – 5 يناير 842م | تبعه هارون الواثق بالله |